# Tram van Warschau

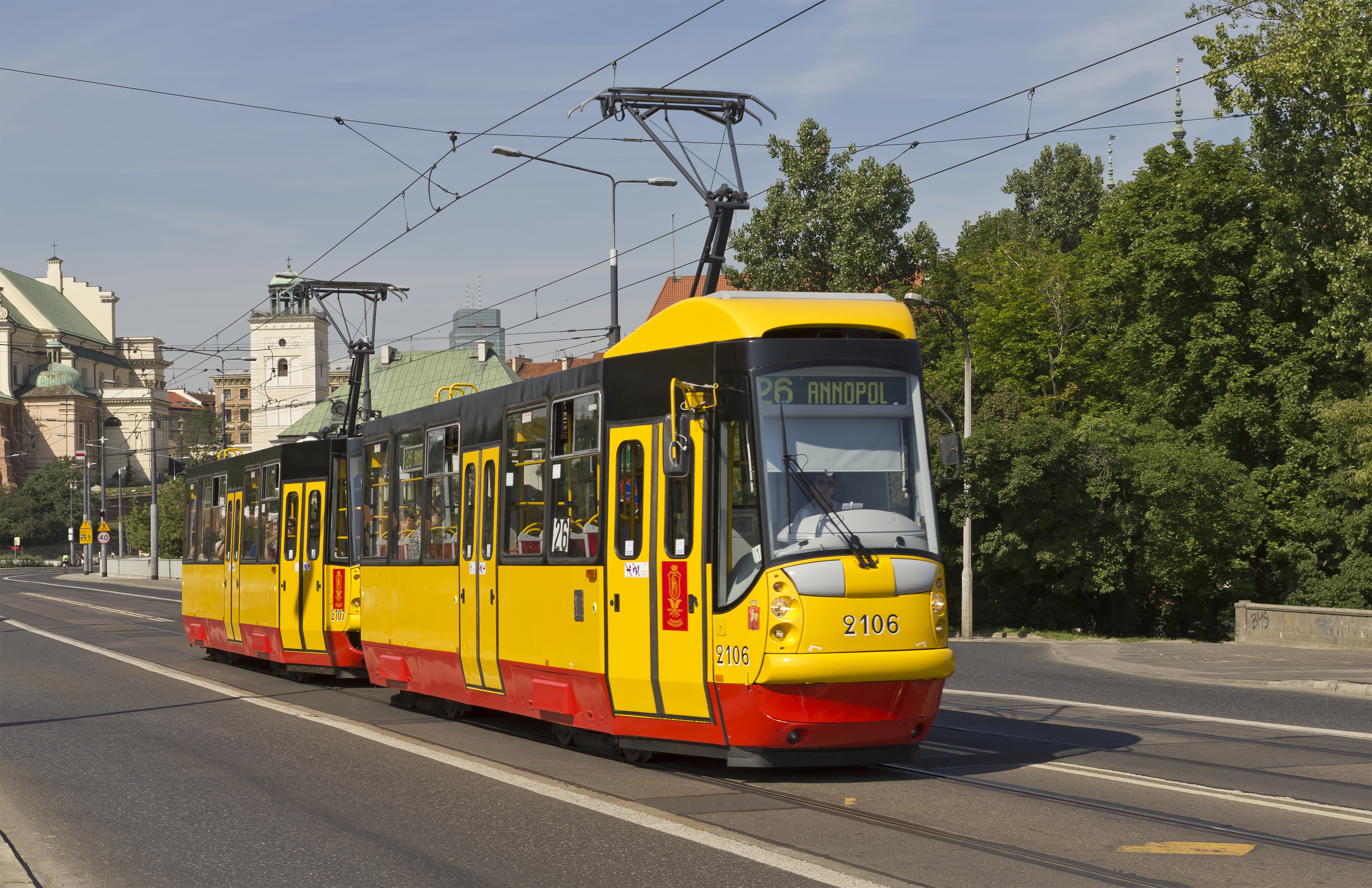
Tram van Warschau

Het trambedrijf van Warschau is na het tramnet in Silezië het grootste van Polen. Het wordt sinds 1 maart 1994 geëxploiteerd door Miejskich Zakładów Komunikacyjnych (MZK) dat ook vele buslijnen en de metro van Warschau exploiteert. Het net is ongeveer 120 kilometer groot en rijdt sinds de heropbouw na de Tweede Wereldoorlog op normaalspoor (1435 mm). Daarvoor reed de tram op Russisch formaat ‘breedspoor’ (1524 mm) met een sleepbeugel als stroomafnemer. Elektrische trams verschenen hier relatief laat, in 1908. Sommige West-Europese steden hadden toen al 15 jaar trams met elektrische tractie.

## Geschiedenis tot de Tweede Wereldoorlog

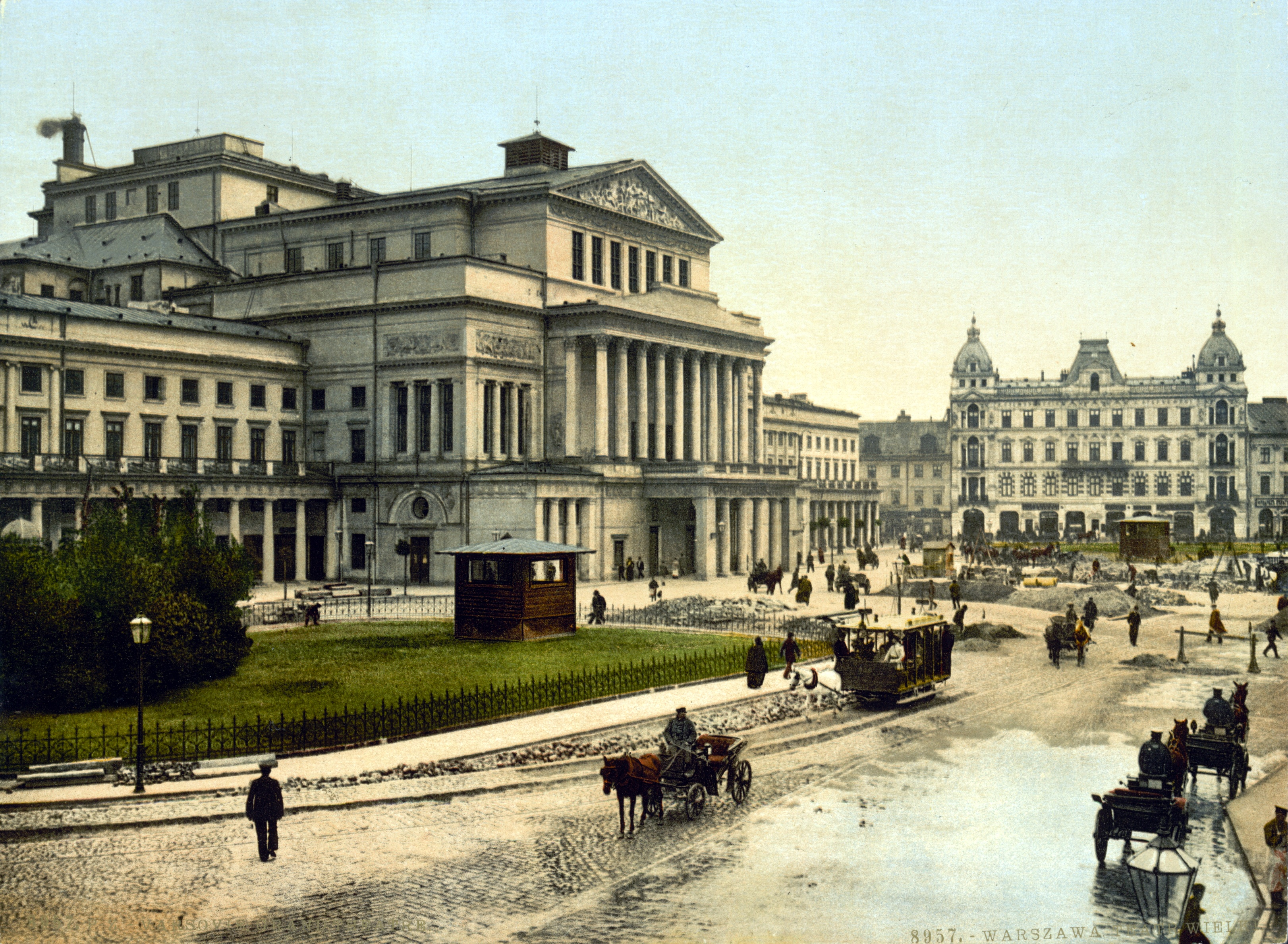
Het Theaterplein (Plac Teatralny) rond 1900 met een paardentram. In later jaren werd dit plein een belangrijk overstap- en eindpunt van de elektrische tramlijnen.

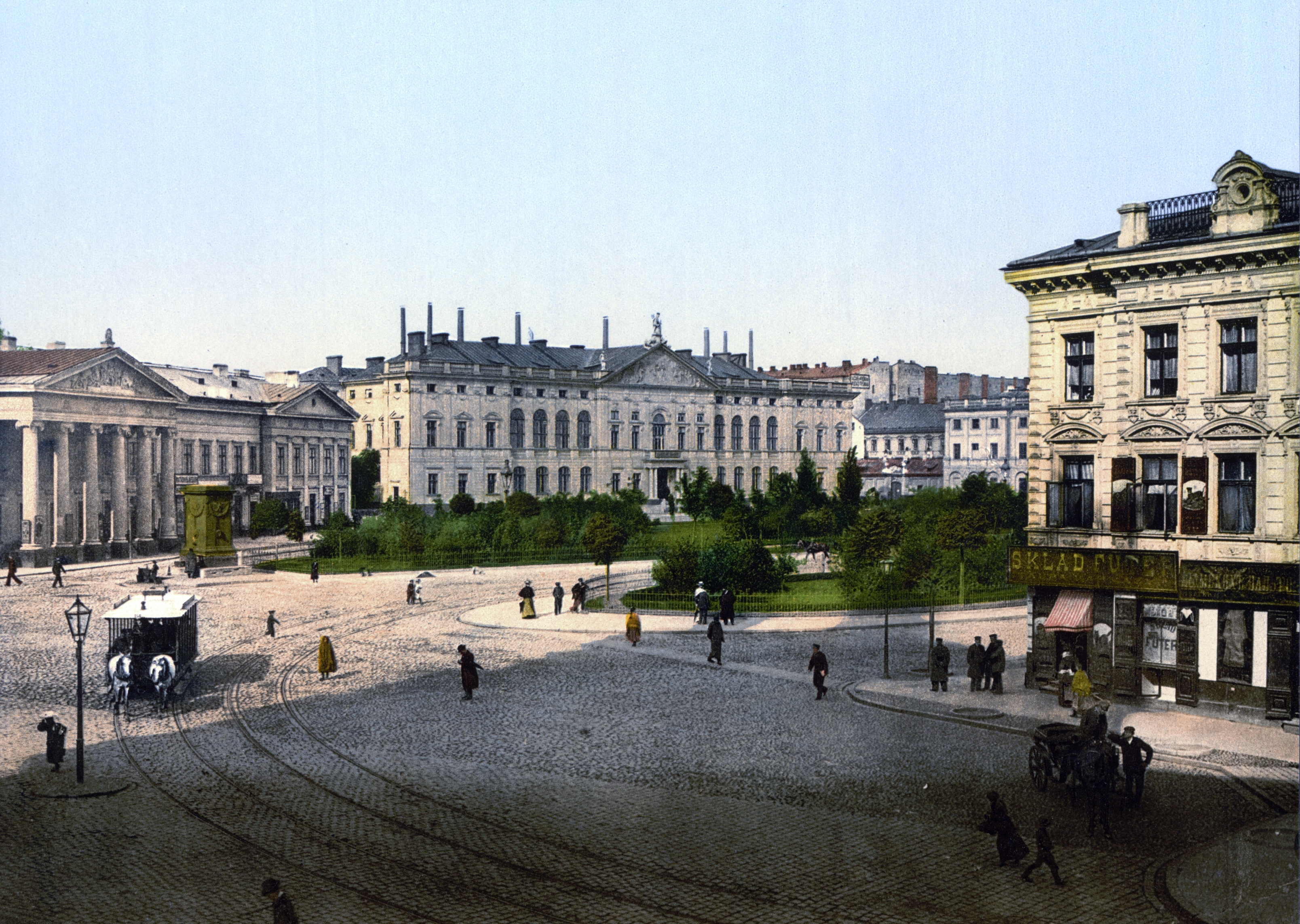
Krasinskyplein (plac Krasińskich) rond 1900 met tweespannige paardentram.

De Russische generaal Sokrates Starynkiewicz was burgemeester van Warschau tussen 1875 en 1892. Onder zijn bestuur werden moderne stedelijke voorzieningen als een waterleidingnet, een rioleringssysteem, gasdistributie en openbare verlichting aangelegd. De paardentram werd in die periode sterk uitgebreid.
In 1866 werd een zes kilometer lange paardentramlijn in dienst gesteld die liep van het toenmalige Weense spoorwegstation (Dworzec Wiedeński), door het stadscentrum en over de rivier de Wisła naar het Petersburgse- (Dworcem Petersburskim) en het Ooststation (Terespolskistation). De lijn was bedoeld om passagiers en goederen tussen de stations te vervoeren omdat er geen spoorwegverbinding over de rivier was. De bezettende Russische macht stond een spoorbrug om strategische redenen niet toe; een verkeersbrug was er wel. In 1880 werd een tweede lijn geopend, gebouwd met Belgisch kapitaal. Deze was alleen bedoeld was voor passagiersvervoer en liep in het centrum. Het Belgische bedrijf, de Societé Generale de Tramways Varsoviens, breidde haar activiteiten snel uit en nam in 1882 de allereerste paardentramlijn over en nam deze op in haar netwerk. Deze lijn was wat op de achtergrond geraakt nadat er in 1875 een spoorwegbrug gebouwd was. In 1899 bereikte het netwerk een lengte van 30 kilometer, er waren 234 tweeassige tramwagens beschikbaar met 654 paarden. In totaal werden er toen 17 lijnen geëxploiteerd. Het paardentrambedrijf gebruikte geen nummers voor haar lijnen maar kleursymbolen op een boven op de tram aangebracht schildje. Dit was noodzakelijk in verband met het analfabetisme in die tijd. In 1903 werden de eerste plannen gemaakt om de lijnen te elektrificeren en die werden vanaf 1908 verwezenlijkt. Het stadsbestuur gaf Siemens & Halske de opdracht de elektrificatie uit te voeren. De eerste elektrische tram ging op 26 maart 1908 op weg tussen pl. Krasińskich – pl. Unii Lubelskiej.

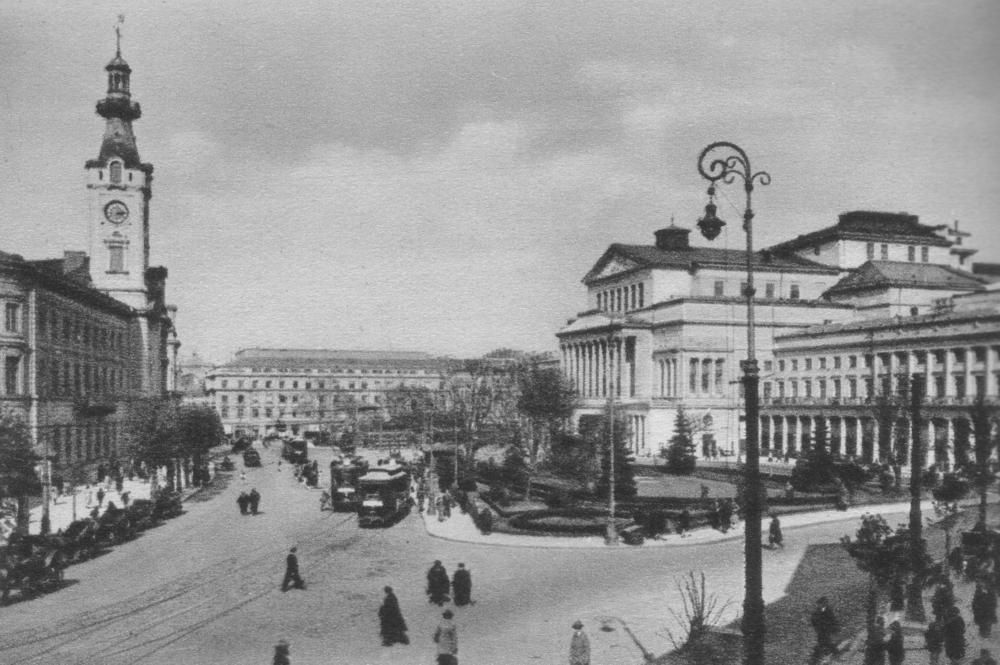
Het Theaterplein in 1925 met de drukte van de elektrische trams

Tussen 1908 en 1914 werden de eerste elektrische tramlijnen geopend maar in vergelijking met andere grote steden bleef het netwerk bescheiden. De eerste series elektrische trams – Types A en B, totaal 238 stuks – waren tweeassige houten modellen met open balkons van Duitse makelij (Falkenried, Hamburg en MAN, Neurenberg) terwijl de aanhangwagens feitelijk motorwagens zonder motor waren (Types P2, ongeveer 80 stuks, ook door Falkenried en MAN gebouwd). De trams voerden aan beide zijden een bord met een aanduiding voor het lijncijfer en de te rijden route in het Pools en in het Cyrillisch schrift. Op 24 juli 1919 richtte de gemeenteraad de Tramwaje Miejskie m.st. Warszawy (Gemeentetram Warschau b.v.) op.
Een grote expansie werd na het einde van de Eerste Wereldoorlog ingezet, tussen 1920 en 1930 groeide het net met 100% - zodat in 1939 totaal 60 kilometer meest dubbelspoor was opgezet waarop 757 trams dienstdeden. In vergelijking met andere steden van dezelfde grootte – in 1933 had Warschau 1,2 miljoen inwoners - was dit echter zeer klein qua omvang (Wenen had bijvoorbeeld 220 kilometer net en Boedapest 140). Het trammaterieel dat tijdens het Interbellum was aangeschaft, was allemaal tweeassig en pas met het Type F (nrs. 322-370) uit 1929/30 werden de eerste stalen trams aangeschaft. Bijwagens waren getrouwe kopieën van de motorwagens. Vele andere trambedrijven maakten al in de jaren 1920 een overstap naar grotere modellen vierassige trams maar Warschau maakte deze technische ontwikkelingen niet door.
In 1925 werd besloten tot de aanleg van een ondergrondse metro maar nadat enkele onderdelen in aanbouw werden genomen, lag het werk door de uitbraak van de Grote Depressie stil. In 1938 wilde men de werkzaamheden weer oppakken maar de oorlogsdreiging en de daaropvolgende uitbraak ervan, legde het werk weer stil. In 1927 werd een 32,5 km lange voorstadslijn geopend door de Elektrische Forensenspoorweg (Elektryczna Kolej Dojazowa - EKD) (thans: Warszawska Kolej Dojazdowa). Dit is een lightraillijn die anno 2012 nog functioneert en een verbinding onderhoudt tussen het Centraal Station en de zuidwestelijke voorsteden (Michałowice, Pruszków, Brwinów, Podkowa Leśna, Milanówek en Grodzisk Mazowiecki). Deze lijn werd op normaalspoor aangelegd zodat integratie met het stadtramnet niet mogelijk was. Haar voorbeeld waren de Weense Stadtbahnlinien D/W/G.
Tot 1933, toen de gedeeltelijk ondergrondse spoorwegverbinding tussen het Weense en het Petersburgse station (de Linia Średnicowa) gereed kwam, was er in Warschau geen korte en directe spoorverbinding tussen deze stations. De spoorweg Wenen-Warschau was op normaalspoor aangelegd, de lijn Warschau-St. Petersburg op breedspoor. Pas in de jaren 1920 werd de oostelijk spoorlijn (tot Vilnius) naar normaalspoor ongebouwd. De tramverbinding tussen het westelijke station (vanaf 1932 Warszawa Główna – hoofdstation en na de Tweede Wereldoorlog Warszawa Centralna – Centraal Station) en de oostelijke stations was zeer belangrijk en werd onderhouden door vele tramlijnen op verschillende routes. De lijnen 12 en 22 liepen vanaf 1923 tussen het Weense- en het Terespolstation en de lijnen 6 en 18 tussen het Weense- en het Petersburgse station. Ringlijn M verzorgde vanaf 1926 de meest rechtstreekse verbinding tussen de stations via een tracé over de in 1925 geopende Poniatowskibrug. In 1939 bedroeg het aantal motor- en aanhangwagens 710 stuks, daarvan zouden ongeveer 200 zwaar beschadigd de Tweede Wereldoorlog overleven. Al voor de Opstand van Warschau waren nog maar 186 trams operationeel doordat er voor reparatie geen middelen meer waren en de kennis ontbrak wegens de vele gevluchte of gedeporteerden medewerkers.

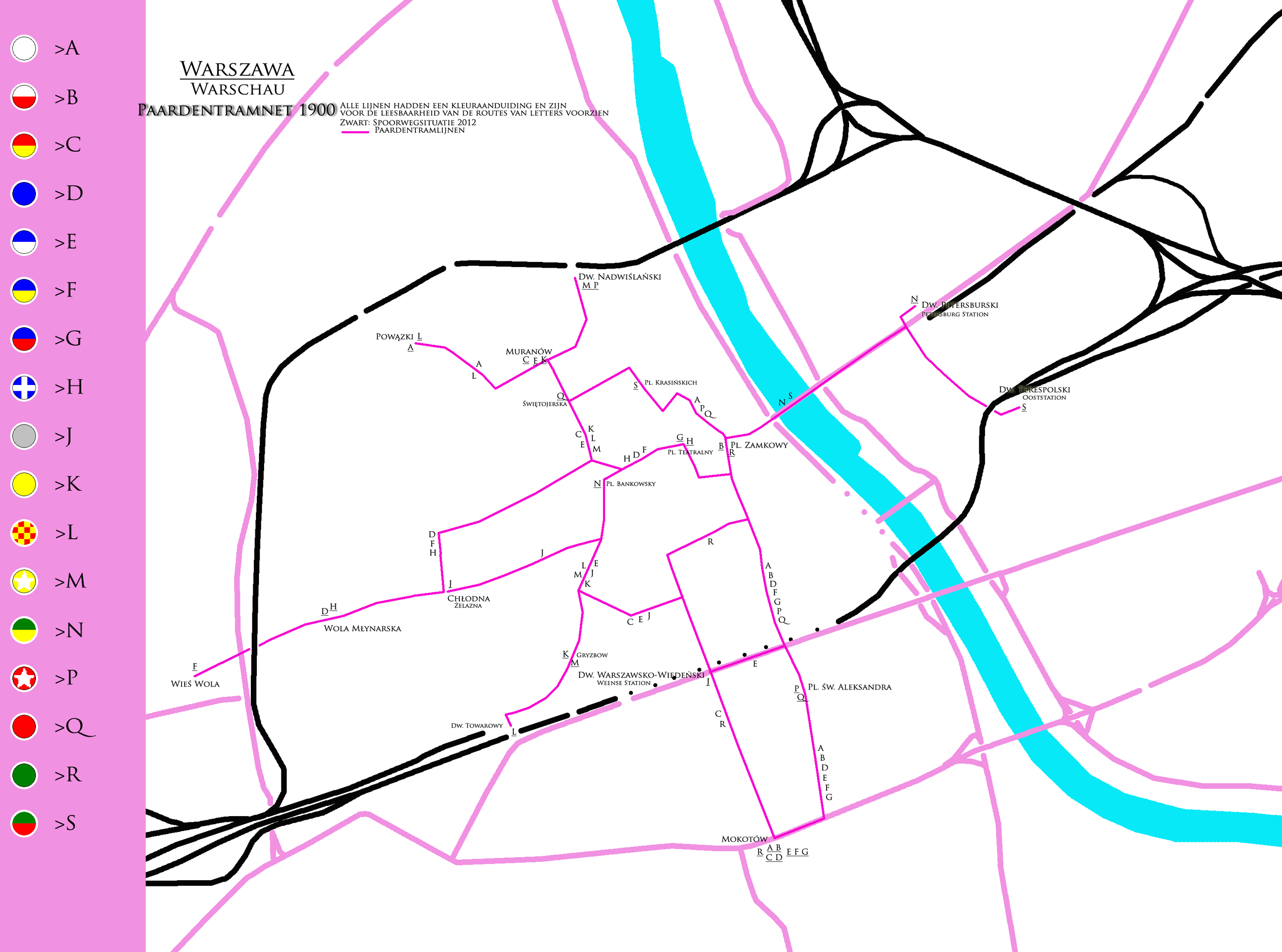
Paardentramlijnen rond 1900 met de diverse lijnkleuren.
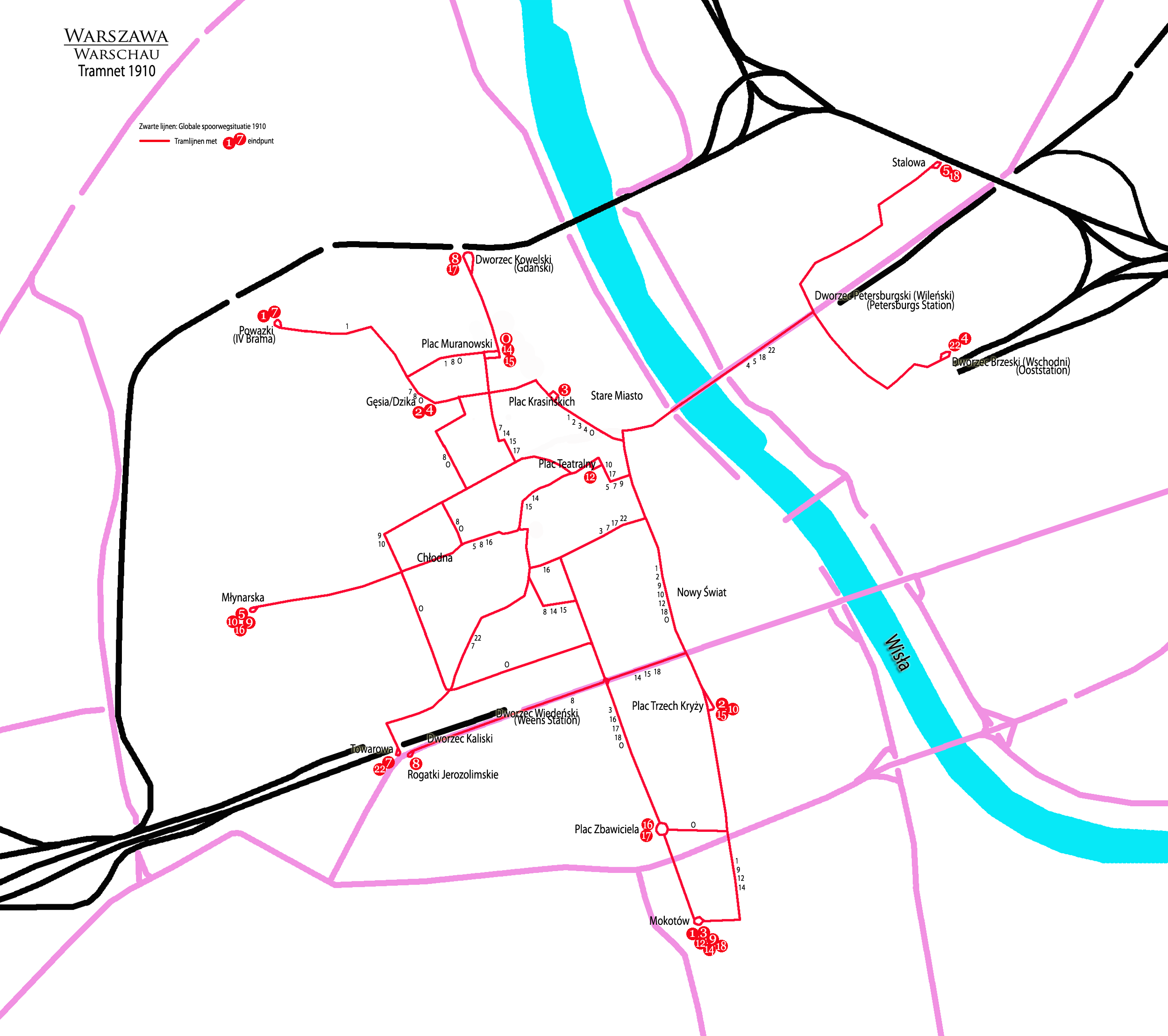
Tramnet rond 1910 na de in dienst stelling van de eerste elektrische lijnen.
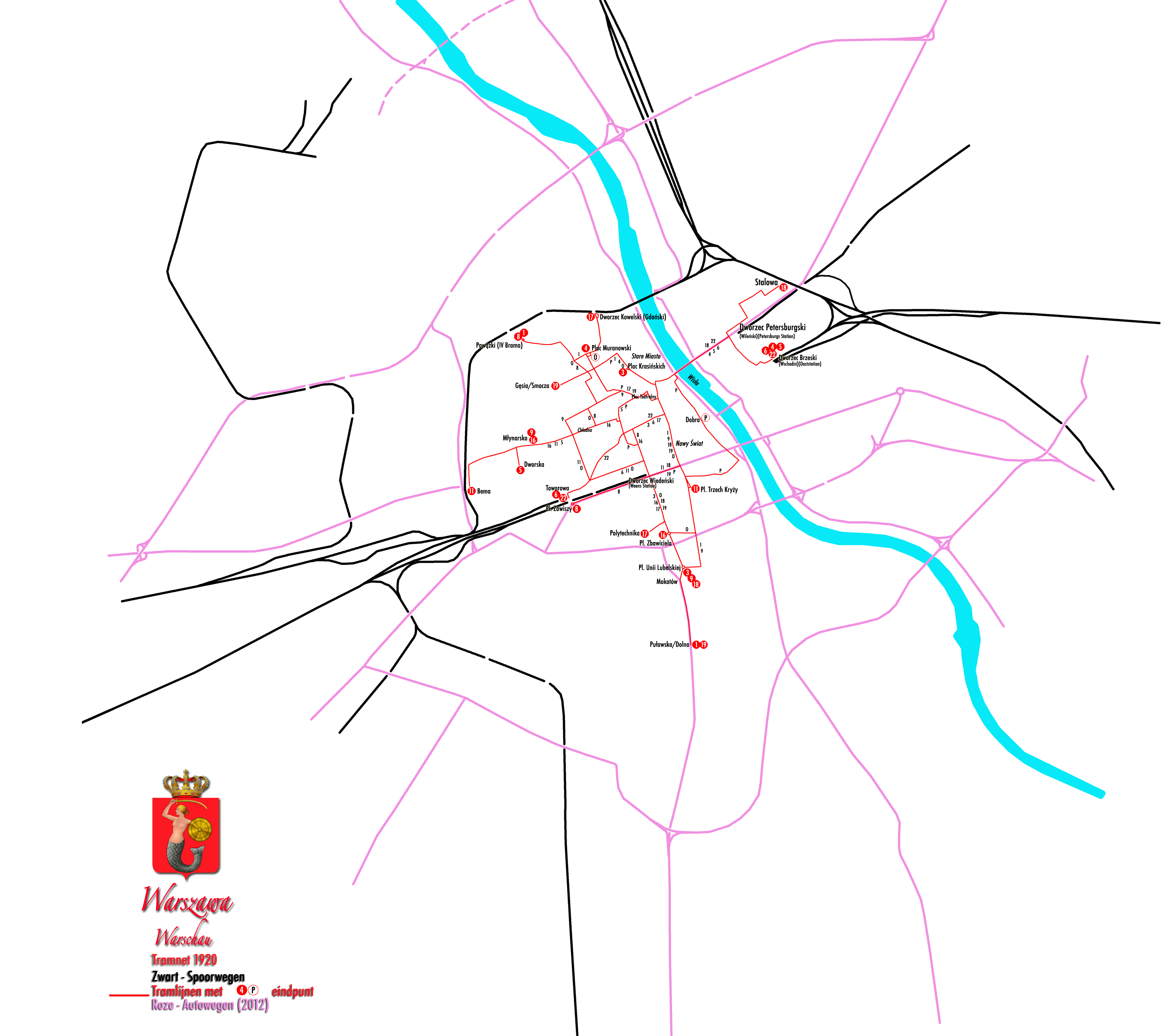
Tramnet rond 1920 na de uitbreidingen van na de Eerste Wereldoorlog.
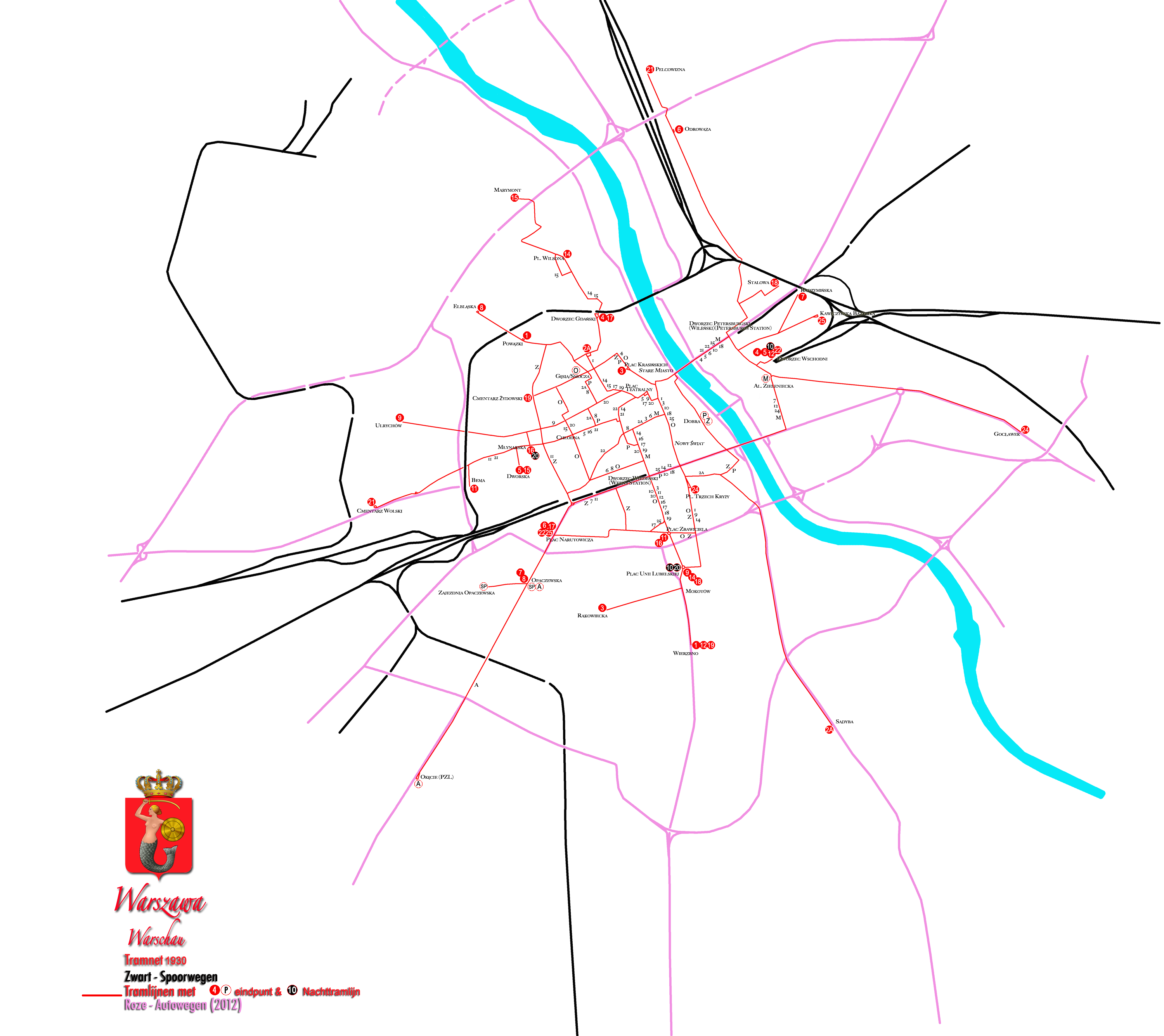
Tramnet rond 1930
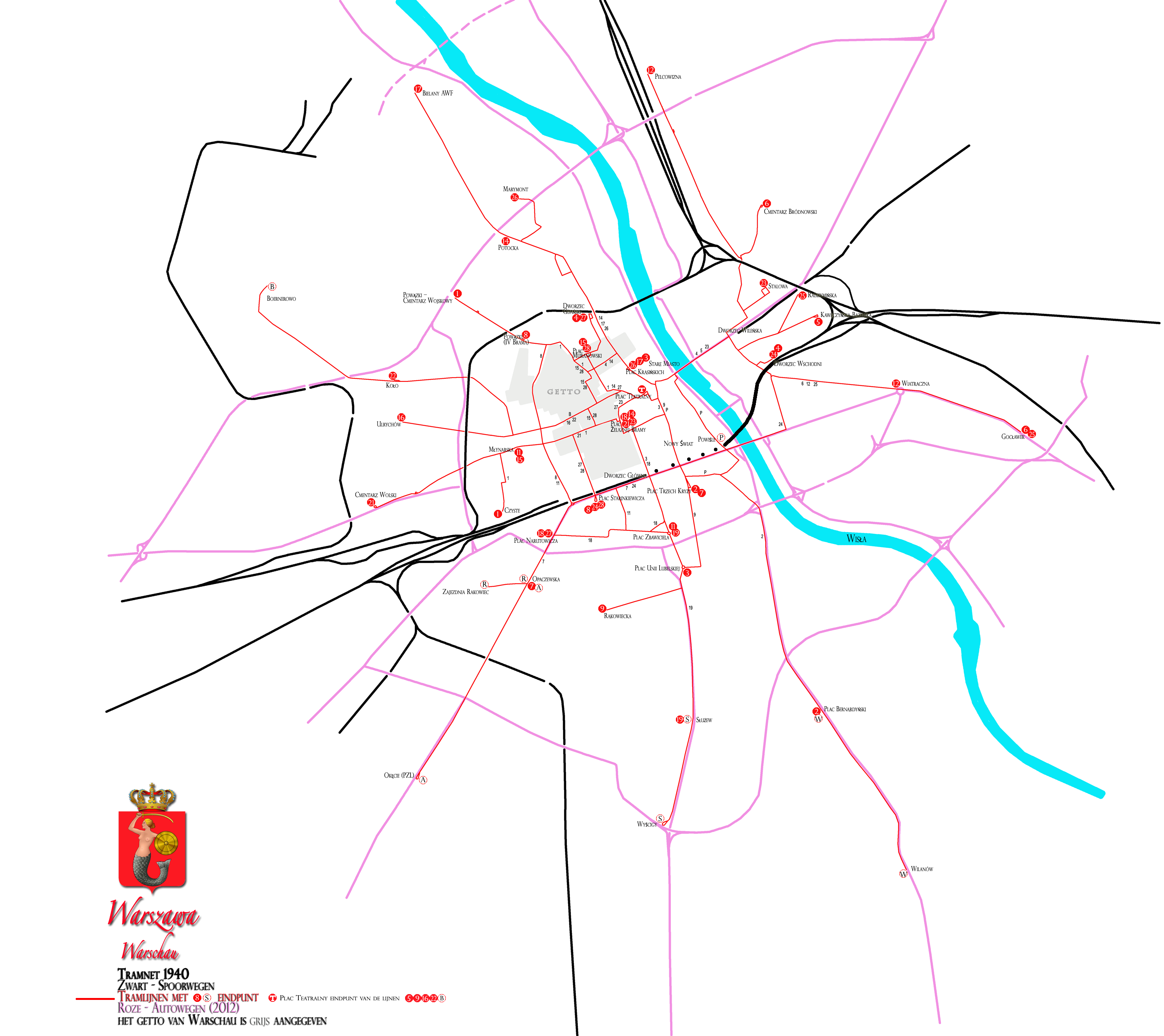
Tramnet in het eerste volledige bezettingsjaar. De contouren van het getto zijn aangegeven.

## Tweede Wereldoorlog

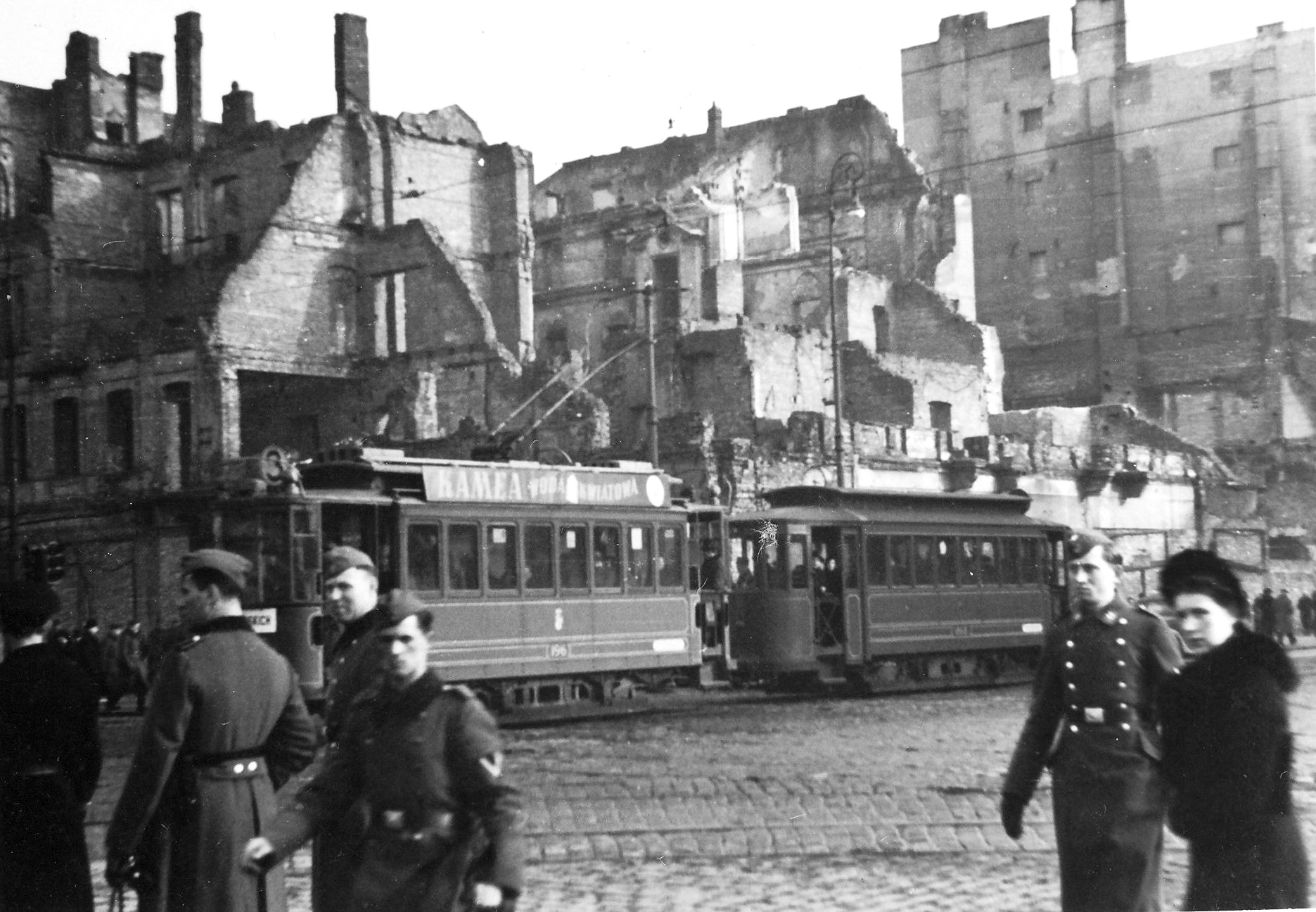
Opname gemaakt tijdens de Duitse bezetting op de kruising van Marszałkowskastraat en de Aleje Jerozolimskie. Een Type A motorwagen op lijn 3 (nr. 156) is herkenbaar.

Tijdens de inval van de nazi’s in Polen werd Warschau op 1 september 1939 direct vanuit de lucht aangevallen wat enorm veel schade veroorzaakte. Na de inval van de Duitsers in Polen viel het trambedrijf stil maar op 18 oktober kon één elektrische tramlijn weer in dienst worden gesteld op het korte stuk tussen Wilsonplein en Krasińskyplein. Eind 1939 waren in totaal 11 tramlijnen in Warschau weer gedeeltelijk operationeel. Daarna werden de tramlijnen weer min of meer normaal geëxploiteerd. Op 1 juli 1941 richtte de bezetter de Städtische Verkehrsbetriebe Warschau op. De leiding van het vervoersbedrijf was al vanaf de eerste bezettingsdag door de Duitsers in handen genomen. Men slaagde er tot ver in 1944 in het trambedrijf enigszins te exploiteren en vooral in de eerste jaren van de oorlog werden miljoenen passagiers vervoerd. Omdat de rode kleur van de trams van het trambedrijf bij de nazi’s niet in goede aarde viel, het zou te veel doen denken aan de Poolse kleuren, moesten de trams grote witte vlakken krijgen. Toen de nazi’s de systematische en geplande vernietiging van Warschau ten uitvoer gingen brengen werd ook het trambedrijf verwoest. Vanaf 1 augustus 1944 viel het tramvervoer geheel stil. Op het moment dat het Rode Leger Warschau binnenviel – 17 januari 1945 – was er van de stad en het trambedrijf bijna niets meer over.

### De tram in het getto van Warschau

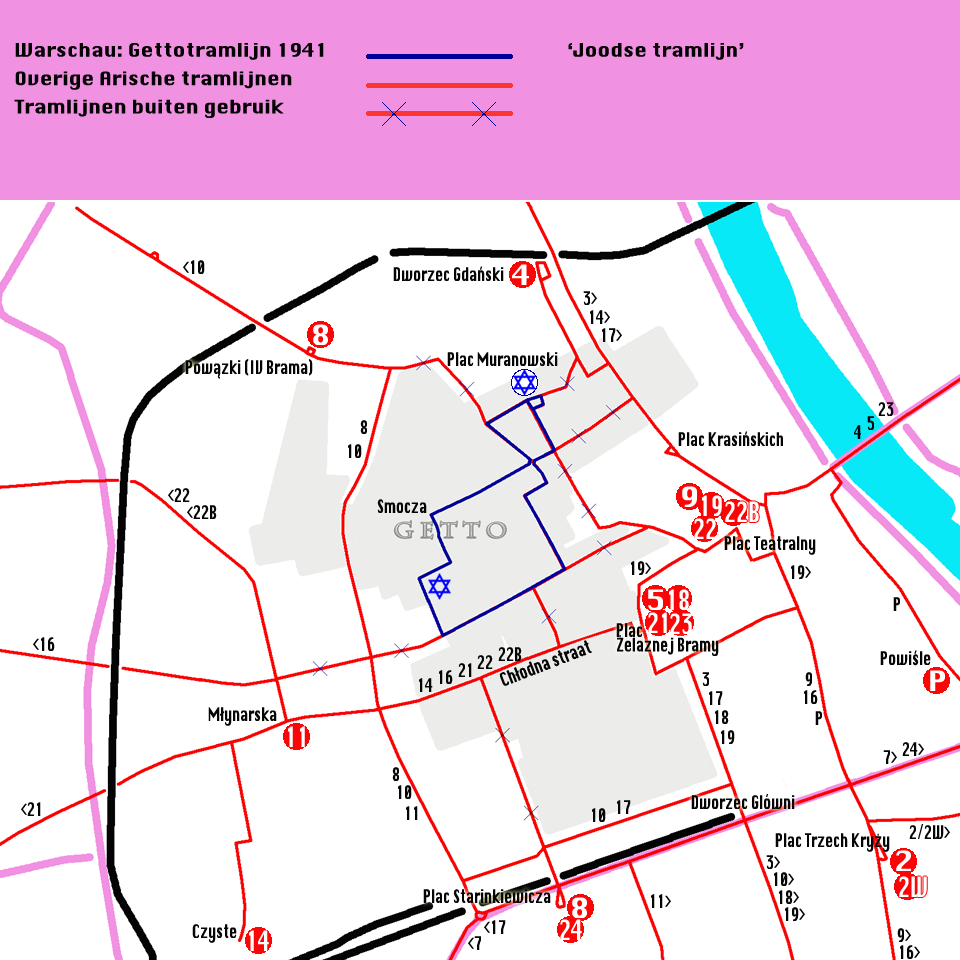
Overzicht van de tramlijnen in en rond het getto van Warschau in 1941

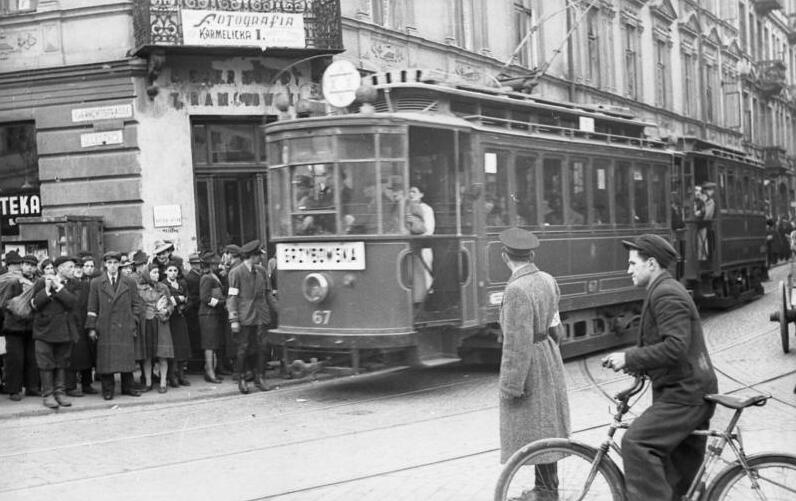
Een tram, met speciale Davidster, die alleen voor joden bestemd was. De motorwagen is van het Type A

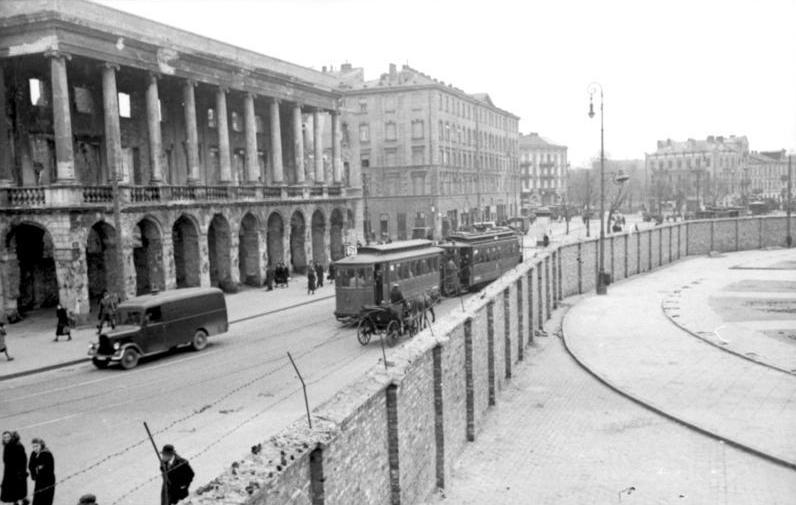
Tram van lijn 21 rijdt langs de gettomuur over de pl. Żelaznaj Bramy (IJzeren Poortplein). Links het Lubomirski paleis, thans Presidentieel paleis (Pałac Prezydencki).

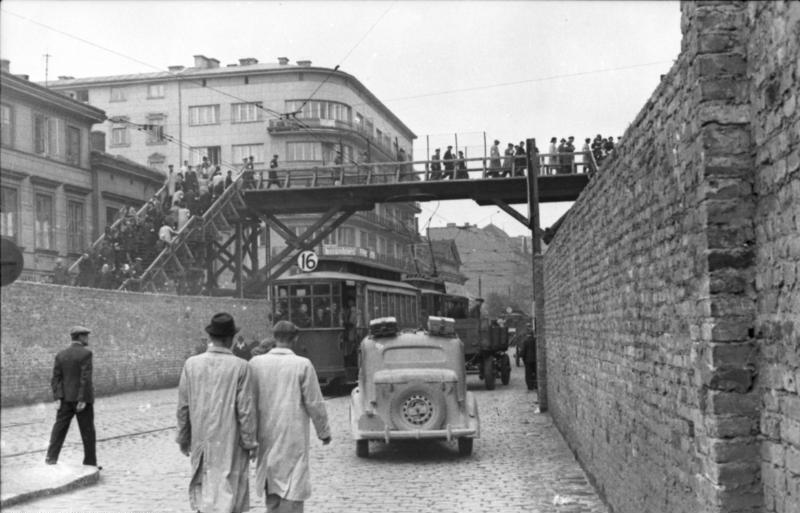
Tram op lijn 16 rijdt onder de voetgangersbrug door die delen van het getto verbindt. Chłodnastraat, richting het westen kijkend. Deze trams en de straat waren ‘Arisch’, d.w.z. strikt verboden voor joden

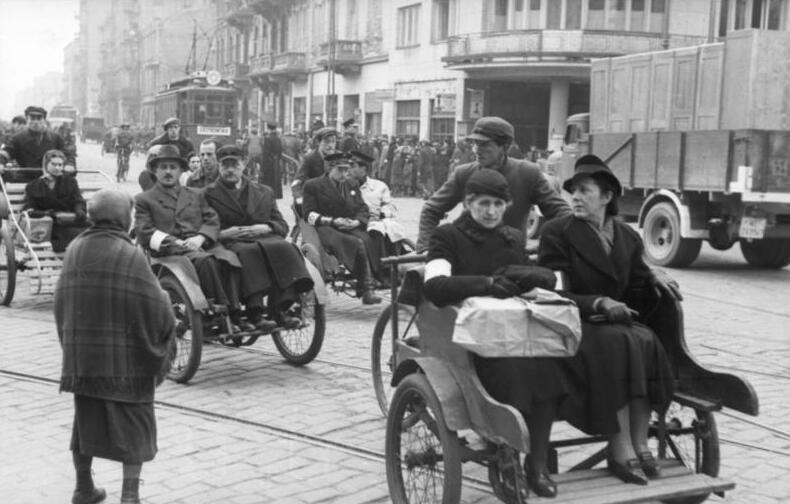
Beeld van het vervoer per riksja. Op de achtergrond een jodentram. Żelaznastraat in zuidelijke richting vanaf Chłodnastraat

Op 1 januari 1939 reden er in het gebied dat later het Getto van Warschau zou worden drie buslijnen (B, C en D) en twaalf tramlijnen. Het grootste aantal lijnen reed over Chłodnastraat (nrs. 5, 11, 16, 21 en 15) en Bonifraterskastraat (nrs. 4, 14 en 17 en ook 15). Over Tłomackiestraat en Leszostraat reed lijn 9 en over de Dzika lijn 8. Daarnaast reden er nog ringtramlijnen die met letters waren aangeduid: Lijn O reed de route Gęsia – Centraal Station – Miodowa – Franciszakańska – Gęsia en lijn T begon en eindigde op Teatralnyplein en reed via de Towarowa-, Twarda- en Trębackastraten. Toen het getto was ingericht werd daar de paardentram weer in het leven geroepen, niet op rails rijdend maar op houten wielen en indien beschikbaar met rubberbanden. In het getto en daarbuiten werd ook de fietstaxi een zeer gebruikelijke vorm van openbaar vervoer. Ook dook de door een paard getrokken taxi op die met een speciale tariefmeter was uitgerust. Op het moment dat het getto van Warschau van de buitenwereld werd afgesloten – 16 november 1940 - reden er meer dan 10 tramlijnen door- of langsheen:
- Oost-west over de Chłodnastraat en Lesznostraat de lijnen 1, 16, 21, 22 en B;
- Noord-zuid door de Żelaznastraat de lijnen 27 en 28;
- rond het Theaterplein hadden de lijnen 5, 9, 16, 22 en B hun eindpunt; op het Muranowskiplein de lijnen 15 en 28 en op het Plac Żelaznej Bramy (IJzeren Poortplein) – dat midden in het getto lag – hadden de lijnen 14, 18, 21 en 23 hun eindpunt.
- Westelijk langs het getto liep over de Okopowa en de Towarowastraat lijn 8 en gedeeltelijk 11.

Kort voordat het getto werd gesloten werden enkele nieuwe regels ingevoerd. Om de door de nazi’s verordonneerde rassenscheiding te kunnen regelen werden eind september 1940 twee verschillende en onafhankelijke transportsystemen opgezet: een voor joden en een voor Ariërs. Enerzijds was er de joodse tram die alleen binnen de gettomuren reed en anderzijds waren er trams en tramlijnen die door het getto reden maar alleen voor Ariërs waren bestemd. Op de plaats waar normaliter het ronde lijnnummerschild was aangebracht voerde de tram voor joden een schild met een davidster. Ook waren er aan de zijkant borden aangebracht met het opschrift ‘Nur für Juden/Tylko zla żydow’. Op 30 oktober 1940 werd het joden nog verder bemoeilijkt met de tram te reizen. Zij moesten eerst voor vijf zloty een aparte pas kopen waarop zij een foto van zichzelf dienden aan te laten brengen, alleen met deze pas konden zij tramkaarten kopen. Alleen met een pas én een tramkaartje mocht men met de tram reizen. De prijs van een tramkaartje was met deze maatregel voor joden verviervoudigd. In april 1941 werd aangekondigd dat de Judenrat in het getto de maandkaarten ging verkopen. De prijs werd met 25% verhoogd (tot 22,5 złoty). De prijs van de al genoemde speciale pas werd ook met 25% opgeschroefd. Er werden echter slechts 464 maandkaarten verkocht, een zeer laag getal in vergelijking met de 450.000 inwoners van het getto. Op 21 februari 1941 waren de tramlijnen 15, 28 en 29 opgeheven, er kwam een ‘jodentramlijn’ voor in de plaats. Deze nieuwe lijn liep van het Muranowskiplein over de Zamenhof, Dzielna, Karmelicka, Leszno en Żelaznastraten naar de kruising met de Chłodnastraat. Dit was de eerste plaats waar een hoge houten voetbrug kwam die twee delen van het getto verbond (in het westen van het getto). In maart 1941 werd het getto verkleind en werden toegangen afgesloten om smokkel tegen te gaan. De trams konden niet meer over Lesznostraat rijden en namen daarom de Wroniastraat, voor de tramlijnen 11, 16 en 22B betekende dat een enorme omweg.

#### Smokkel
De benarde situatie in het getto maakte het smokkelen van goederen tot een gevaarlijke maar desondanks toch ondernomen actie. Poolse smokkelaars, bijna zonder uitzondering jonge jongens, stonden op het balkon van de tram en op het moment dat de tram door het getto reed gooiden zij zakken met voedsel op de trottoirs die onmiddellijk door hun joodse handlangers werden overgenomen en via de steegjes afgevoerd. Toen de trams politie-escorte kregen werd deze manier van smokkelen veel moeilijker. De politie schoot op iedereen die smokkelde en zo kwamen meerdere mensen op het balkon van een tram aan hun einde. De nood was echter zo hoog en de bezigheid zo lucratief dat het smokkelen per tram niet geheel werd uitgebannen. De troepentransporten door Warschau vonden meestal plaats over Chłodnastraat en de voorbereidingen voor de oorlog met Rusland betekende dat dag en nacht ook enorme hoeveelheden militair materieel door deze oostwest-straat werd gevoerd. Tramvervoer op de kruising van Chłodnastraat met Żelaznastraat werd daardoor bijna onmogelijk.

#### Paardentram
Vanaf juli 1941 werden paardentrams in het getto ingezet. De rit met de paardentram was duurder dan met de elektrische. In augustus werd een tweede lijn aangekondigd die moest gaan lopen van de kruising van Twarda en Siennastraat naar de kruising van Leszno en Solnastraat. In november 1941 werd de joodse tramlijn ingekort omdat de grenzen van het getto werden verkleind. Slechts één tram kon nog dienstdoen op het traject van het Muranowskiplein naar de kruising van de Leszno en Żelaznastaat en een andere motorwagen met aanhangwagen slechts tot de kruising Leszno en Solnastraat. In januari 1942 werd verbetering van de paardentramverbindingen aangekondigd. Er zouden meer wagens en korte lijnen worden ingezet. Er werden zelfs nieuwe routes gepland naar plaatsen waar geen elektrische trams meer konden komen. Tijdens de Grossaktion Warsaw, de stelselmatige vernietiging van het getto die vanaf 22 juli 1942 een aanvang nam, vorderde de Duitsers riksja’s en paardentrams voor de afvoer van joden. Op 15 augustus 1942 werden de Arische trams die zonder te stoppen door het getto reden opgeheven. In diezelfde tijd verviel ook de jodentramlijn. Aan het einde van de Grossaktion (eind september 1942) restte nog slechts een soort rompgetto met een grote hoeveelheid verlaten huizen, straten, pleinen en kerkhoven. Toen de Duitsers in januari 1943 de tweede grote deportatie van gettobewoners begonnen vonden vanaf de 18de van die maand de gevechten tussen joodse opstandelingen en de Duitsers plaats die de geschiedenis in zou gaan als de Opstand in het getto van Warschau. Het openbaar vervoer in het getto was toen al enkele maanden stilgelegd.
In de rest van Warschau bleef de tram tot ver in 1944 enigszins functioneren. Na de opstand van Warschau besloten de nazi’s echter de stad als vergelding geheel te vernietigen en kwam ook aan het tramvervoer een einde. Met het Pabst Plan hadden de nazi’s aan de linkeroever van de Wisła op de puinhopen van Warschau een Arische modelstad voor 130.000 inwoners willen creëren terwijl 80.000 Poolse werkslaven op de rechteroever zouden worden gehuisvest. Dit plan voorzag ook in een modern spoor- en tramwegnet.

## Periode na de Tweede Wereldoorlog tot 1989
De totale vernietiging van de stad en het tramnet betekende dat het alles opnieuw moest worden opgebouwd. Het oude stratenpatroon in de binnenstad werd niet hersteld zodat een geheel nieuwe infrastructuur werd opgebouwd. De dichtheid van het tramsysteem voor de oorlog was veel groter dan datgene dat werd herbouwd. Tevens werd besloten het nieuwe tramnet op normaalspoor aan te leggen. Op 20 juni 1945 kon tramlijn 1 weer voor een gedeelte in dienst komen op het traject Kawęczyńską – Wiatraczna. In augustus 1945 waren 5 lijnen actief. Het tramnet was in tweeën verdeeld doordat alle bruggen waren vernietigd. Op het westelijk deel werd in september 1945 een klein apart trambedrijf in dienst gesteld. Uit Berlijn (67) en Wrocław (60) kwamen gebruikte trams om het grote tekort op te vangen. In korte tijd werd een trolleybussysteem uit de grond gestampt dat voornamelijk de binnenstad bediende. Gedurende de jaren 1950 werden vele nieuwe buitenwijken op het tramnet aangesloten. Verbindingen naar Żerań en Młociny kwamen (weer) in dienst. Sommige wijken kregen alleen busverbindingen (bijvoorbeeld Gocław, Zastów, Targówek en Stegny) of moesten het uiteindelijk met de metro doen (Ursynów en Kabaty). 20 juli 1957 werd de geheel nieuw aangelegde lijn naar Wilanów door de lijnen 33 en 33bis weer in dienst genomen. De 8,4 km nieuwe vrije baan had 34 haltes en was het pronkstuk van de wederopbouw van het naoorlogse openbaar vervoer. Op 1 september 1967 verscheen ook lijn 14 op deze route. Op 11 september 1973 werd deze lange lijn opgeheven. (Op dit moment – 2012 - wordt weer studie gedaan naar heraanleg van deze verbinding.) In de jaren 1970 en 1980 volgde nog een grote opbouwperiode toen in het noordwesten van de stad nieuwe verbindingen werden aangelegd naar Huta (via 2 routes) en een doorsteek naar Potocka van het Grunwaldplein (Plac Grunwaldzki).
Het eerste nieuwe tramtype na de heropbouw waren tweeassige stalen trams van Konstal, het in Polen veelgebruikte Type N/N4, met bijpassende bijwagens. De eerste moderne tram – het type 13N - werd in Warschau in 1959 in dienst gesteld en op dat moment ging Warschau het Type N/N4 doorschuiven naar andere Poolse steden. De moderne tram was een kopie van het door ČKD (Českomoravská Kolben-Daněk) in de jaren 1950 ontwikkelde Tatra Type T1 en werd door Konstal gebouwd. Deze vierassige trams op 2 trucks maakten gebruik van het ontwerp van de Amerikaanse Presidents' Conference Committee-Car en er werden er in tien jaar tijd totaal 840 stuks van afgeleverd. Ze werden meestal in een duo gekoppeld. Door het succes van dit type kon de tram, ook door het ontbreken van een metro en particulier autoverkeer, haar dominante vervoerspositie in de stad behouden. Dat de nieuwste woonwijken niet op het tramnet werden aangesloten werd veroorzaakt door het politiek besluit kolen – waarmee elektriciteitscentrales werden gestookt - naar West-Europese landen te gaan exporteren om harde valuta te verkrijgen. Polen kreeg van Rusland olie tegen zeer gunstige tarieven. Door dit besluit kregen de nieuwste woonwijken busaansluitingen en werd uiteindelijk ook de trolleybus vervangen.

## Periode na 1989
Na 1989 – er reden 28 tramlijnen in dat jaar - werd weinig tot niets in het tramsysteem geïnvesteerd; alle beschikbare middelen werden aan de uitbouw van de metro uitgegeven. Slechts drie nieuwe verlengingen kwamen in dienst. Het betreft een verlenging van begraafplaats Wolski naar de nieuwe woonwijk Os. Górczewska over een lengte van 4 kilometer (1 augustus 1992) en op 31 augustus 1997 een nieuwe lijn naar Nowe Bemowo. Rond 2000 is er een kentering wat betreft investeringen. Er werd veel nieuw materieel besteld en in dienst genomen, haltes werden vergroot en verbreed, verkeerslichten werden omgebouwd zodat zij voorrang aan de tram gingen geven en er werd een passagiersinformatiesysteem in gebruik genomen. In 2005 werd een ambitieus plan gepresenteerd in twee fases (tot 2010 en 2010-2020) het tramnet fors uit te breiden, onder andere met verbindingen naar de voorsteden en de aanleg van een westelijke ringtramlijn, en studie te doen naar meerdere andere verbindingen. Het ontbreken van financiële middelen heeft de plannen echter vertraagd. Twee nieuwe routes zijn in aanbouw (stand 2012), één in het noordoosten van de stad over de nieuwe noordelijke brug over de Wisła, tussen de woonwijken Winnica en Białołeka Tarchomin en metrolijn 1 en een binnenstedelijke verbinding vanaf station Kasprzaka over de Marcina Kasprzakalaan naar Proska ter ontlasting van de Wołska. Dit is in feite de heraanleg van een eerder opgeheven route. Deze verbinding zorgt ook voor een snellere lijn van Wołska naar het Centraal Station. Grote investeringen worden gedaan bestaande trajecten te verbeteren, haltes geschikt te maken voor lagevloermaterieel en het tramnet voor te bereiden op de grote vervoersstromen die tijdens de Europese voetbalkampioenschappen in 2012 worden verwacht. Het betreft bijvoorbeeld het traject naar en langs het Nationale Stadion (Targowa en Aleja Zieleniecka). Ook het noordwestelijk traject naar Huta over de Marymoncka tussen metrostation Marymont en Młonicy (Huta) wordt heraangelegd en is langdurig buiten gebruik.

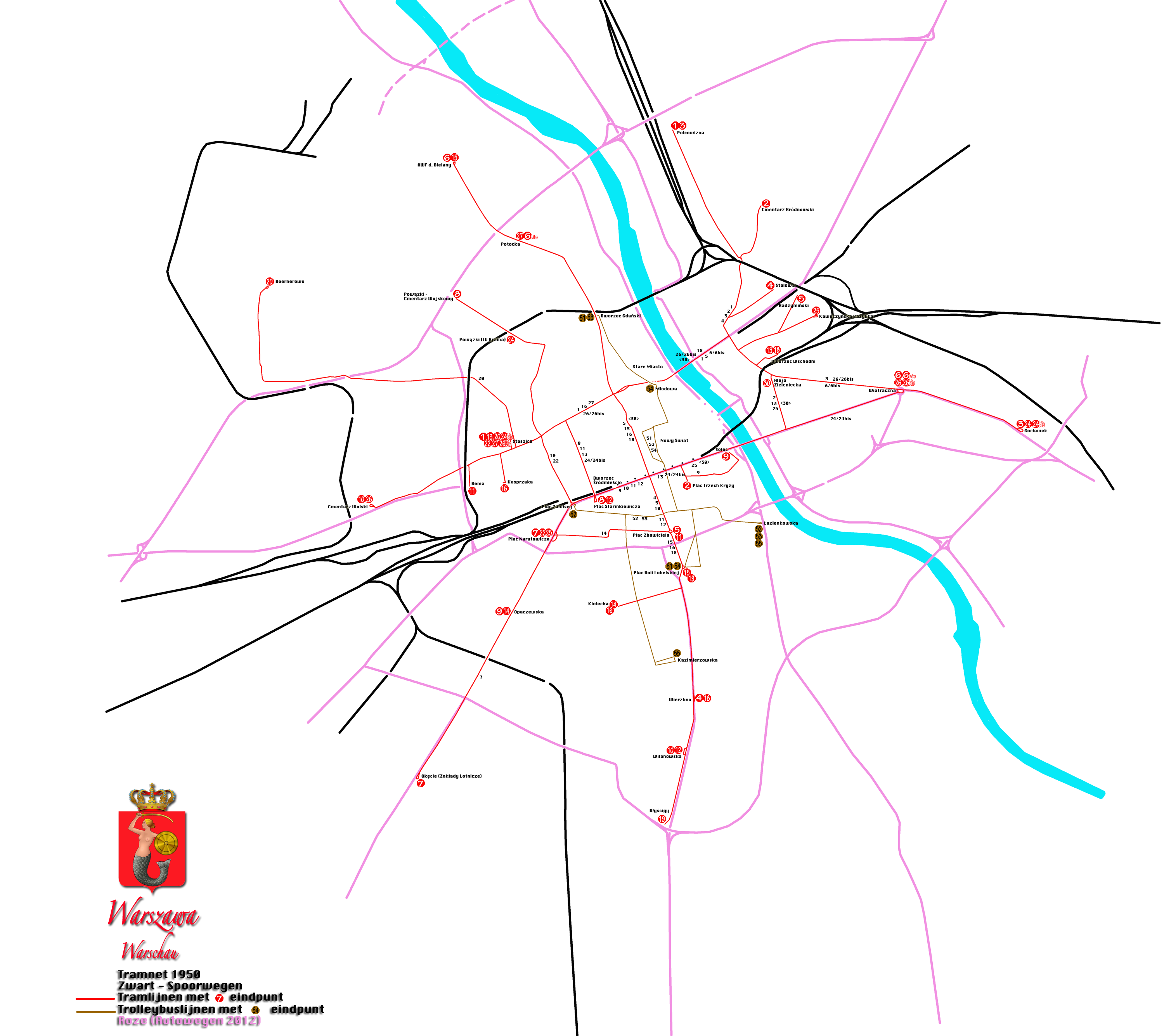
Tramnet rond 1950; de eerste herstelperiode na de Tweede Wereldoorlog is achter de rug.
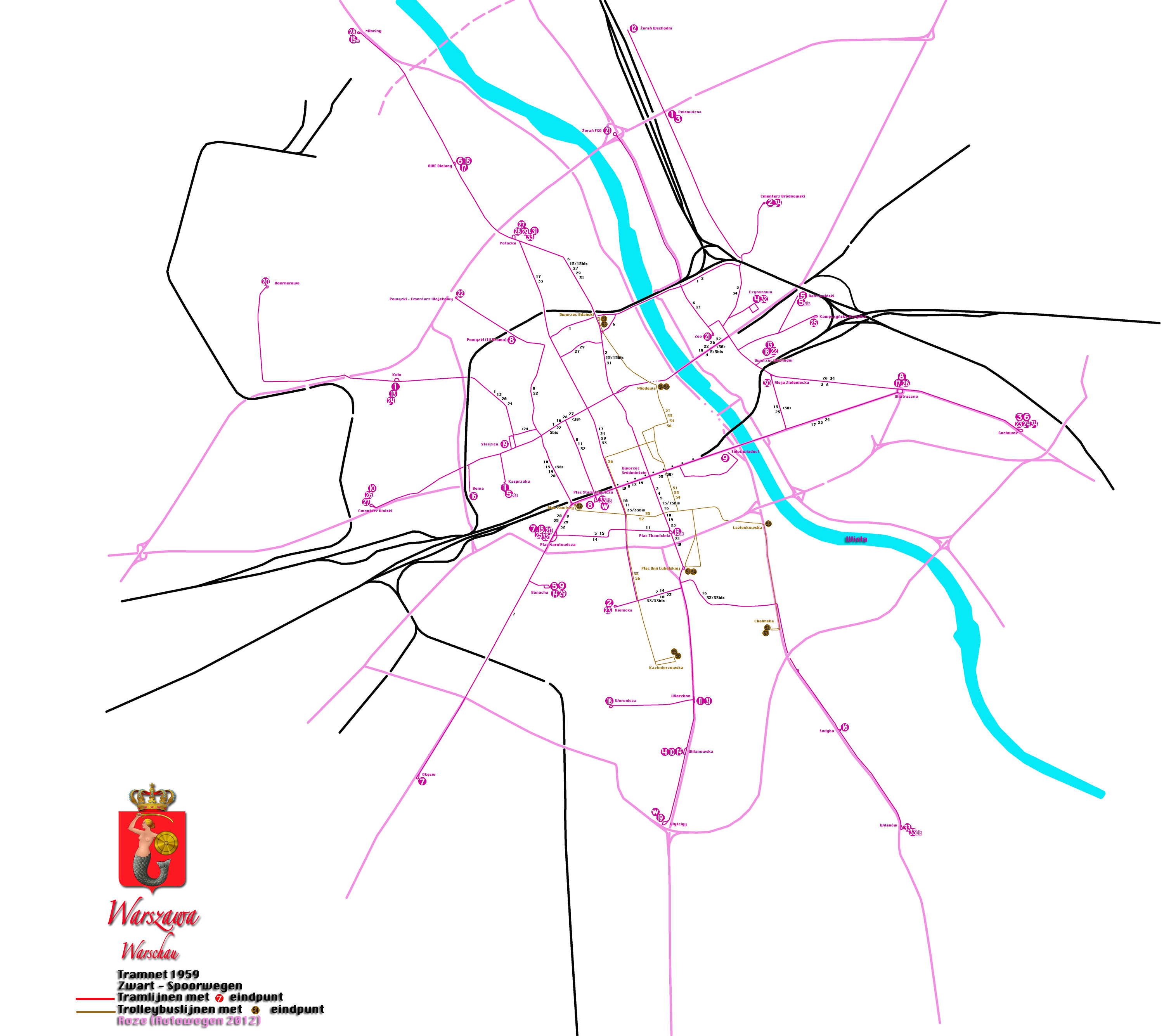
Tramnet in 1959 na de tweede grote herstelperiode en de heraanleg van de lijn naar Wilanów.
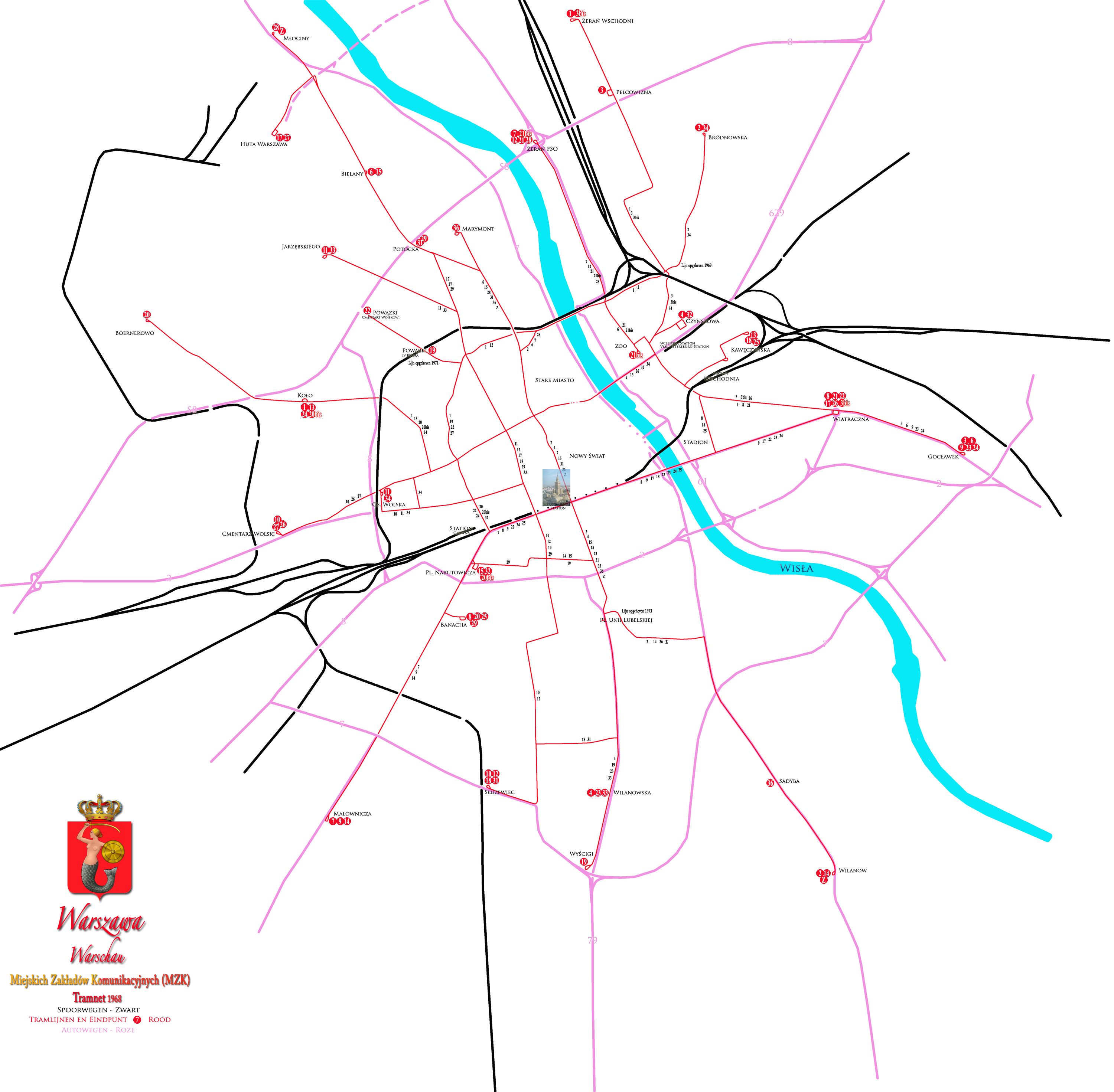
Tramnet in 1968 vlak voordat enkele lijnen zouden worden opgeheven.
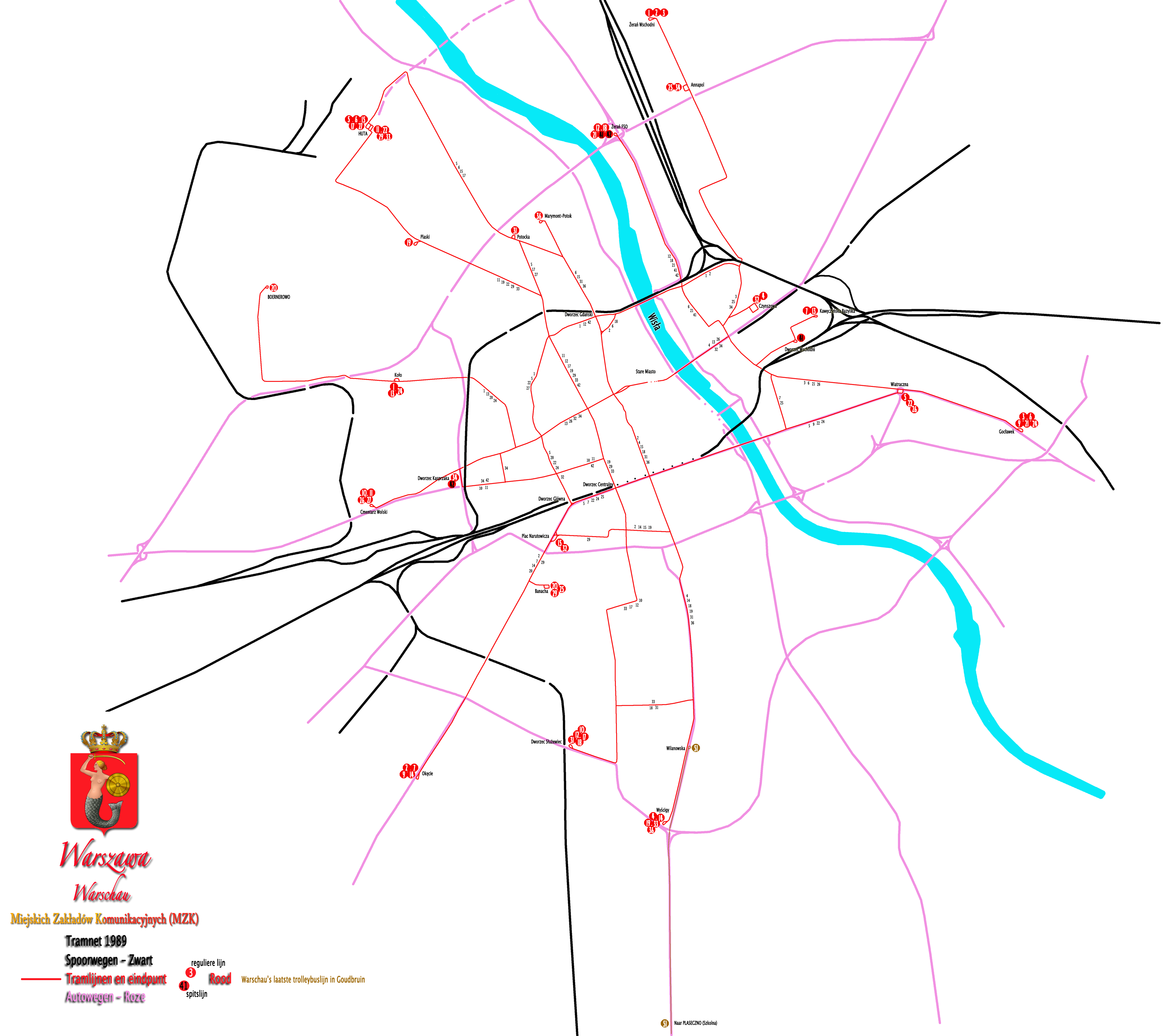
Tramnet in 1989 rond de val van het IJzeren Gordijn.
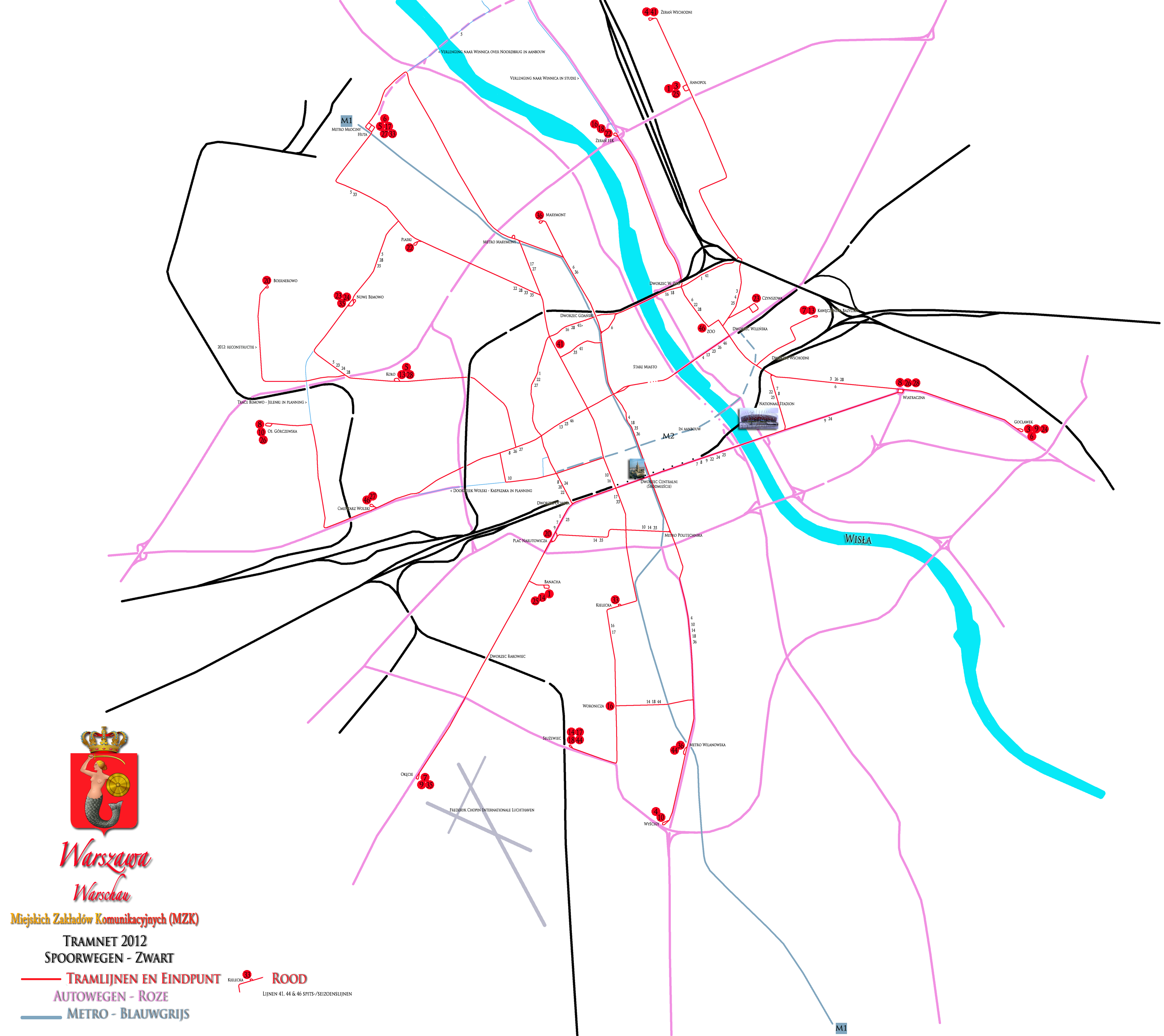
Tram- en metronet in 2012. Tevens de (meest actuele) uitbreidingswerkzaamheden en -plannen aangegeven.

## Dienstuitvoering
De paardentram kende geen lijnnummers. Ter herkenning werden gekleurde schildjes op de tram meegevoerd die de eindbestemming aangaven. Lijnnummers deden hun intrede met de elektrische tram. Ze werd aangegeven met een groot wit schild boven op de tram met een zwart lijnnummer. In 1911 had men al tot het nummer 22 in dienst. Met de groei van de stad nam het aantal voorstadslijnen toe die letters kregen. Zij reden in eerste instantie vaak slechts tot het eindpunt van een andere tramlijn waar moest worden overgestapt om het stadscentrum te kunnen bereiken. Andere letterlijnen waren ringlijnen. Met de introductie van het Type N werd een routebestemmingsfilm boven de voorruit aangebracht. Deze waren klein en slecht leesbaar. Het grote schild met het lijnnummer of –letter bleef gehandhaafd. Pas met de introductie van het Type 13N werd ook het lijnnummer in de filmkast aangebracht. Ook deze was zo klein dat algauw het schild met het nummer voor op de tram terugkwam. Ook de trams van het Type 105N hadden hetzelfde euvel. Omdat routes en lijnen zeer vaak wisselden was het in orde houden van 6 filmkasten per tram zeer kostbaar en arbeidsintensief. De informatie klopte dan ook vaak niet waardoor bestuurders de filmkasten op ‘zwart’ zetten en slechts het nummer toonden. De nieuwste generaties trams hebben lcd-displays die actueel kunnen zijn maar soms moeilijk leesbaar. De frequenties waren en zijn hoog en Warschau kent een traditie van het aanbieden van veel rechtstreeks verbindingen en vandaar het grote aantal verschillende lijnnummers.

## Letterlijnen in Warschau

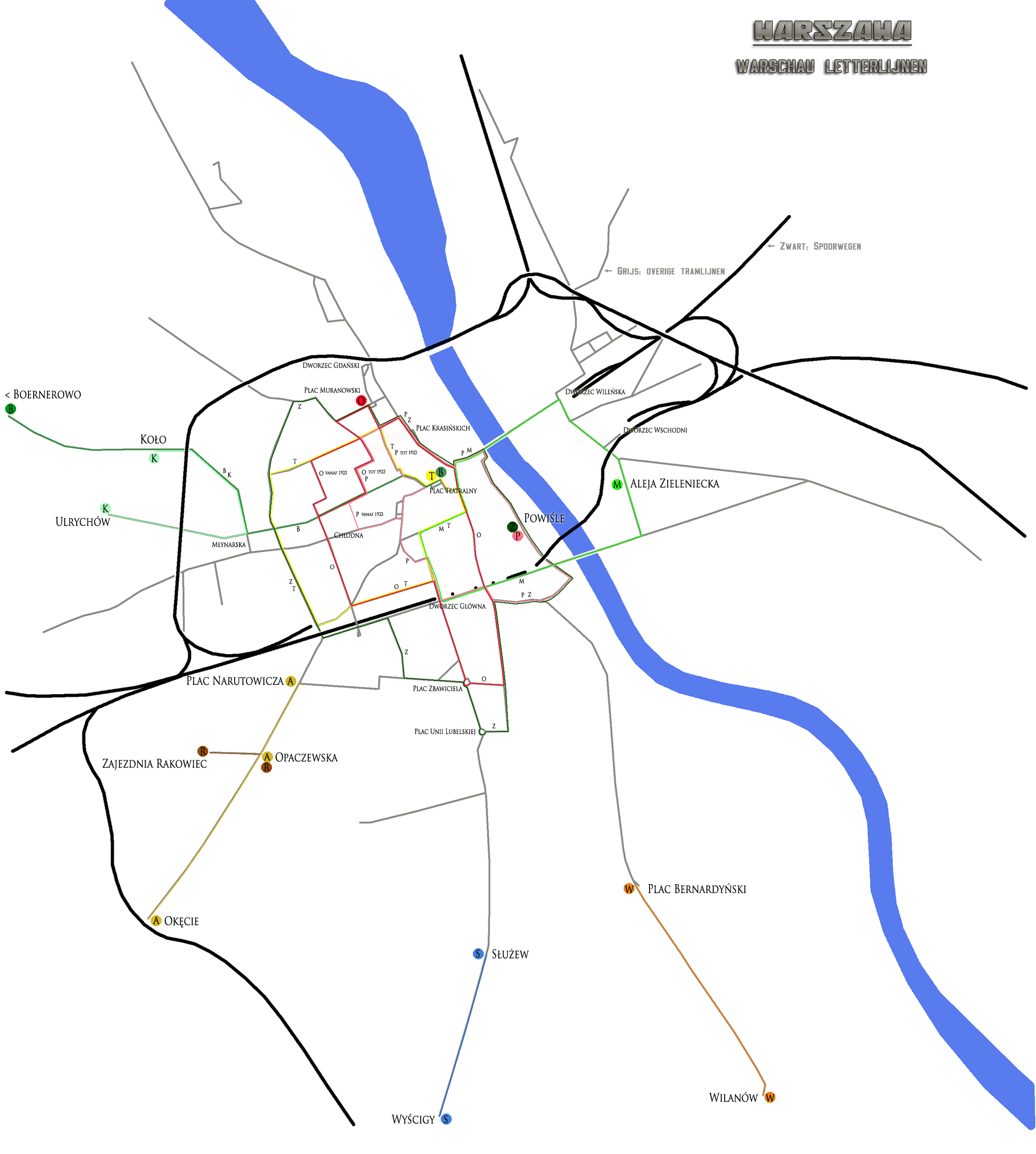
Overzicht van de belangrijkste Lettertramlijnen in Warschau

Naast nummering van de lijnen werden in Warschau letters gebruikt om ringlijnen en voorstadslijnen aan te duiden. Buslijnen – die echter tot de Tweede Wereldoorlog nauwelijks een rol van betekenis speelden – kregen ook letters. Heden worden letterlijnen nog ingezet om bepaalde seizoensgebonden tramlijnen aan te duiden of lijnen naar het voetbalstadion of de paardenracebaan maar inzet als reguliere tramlijn is na de Tweede Wereldoorlog beperkt tot lijnnummers. De meest gangbare route van de letterlijnen is aangegeven, zie voorts het kaartmateriaal.
- A – 1923-1939: OPACZEWSKA / GRÓJECKA of PLAC NARUTOWICZA – Grójecka – aleja Krakowska – OKĘCIE (ZAKŁADY LOTNICZE); 1940-1941: GRÓJECKA / OPACZEWSKA – Grójecka – aleja Krakowska – OKĘCIE (ZAKŁADY LOTNICZE).
- B – 1933-1939: PLAC ŻELAZNEJ BRAMY – Żabia – plac Bankowy (terug: plac Bankowy – Przechodnia – PLAC ŻELAZNEJ BRAMY.) – Senatorska – Bielańska – Leszno – Młynarska – Obozowa – Szosa Forteczna – BOERNEROWO; 1940-1941: BOERNEROWO – Szosa Forteczna – Obozowa – KOŁO.
- E – 1941: MŁYNARSKA – Wolska – Chłodna – plac Mirowski – PLAC ŻELAZNEJ BRAMY.
- H – 1934-1935: PLAC ŻELAZNEJ BRAMY – Żabia – plac Bankowy (terug: plac Bankowy – Przechodnia – PLAC ŻELAZNEJ BRAMY.) – Senatorska – Bielańska – Nalewki – Gęsia – Dzika – Dzielna – Karmelicka – Leszno – Solna – plac Mirowski – PLAC ŻELAZNEJ BRAMY.
- K – 1933-1937: ULRYCHÓW – księcia Janusza – KOŁO.
- M – 1918-1939: ALEJA ZIELENIECKA – Targowa – Zygmuntowska – most Kierbedzia – Nowy Zjazd – Krakowskie Przedmieście – Królewska – Marszałkowska – Aleje Jerozolimskie – most i aleja Poniatowskiego – aleja Zieleniecka – ALEJA ZIELENIECKA.
- O – 1909-1939: GĘSIA / DZIKA – Gęsia – Smocza – Nowolipie – Żelazna – Złota – Marszałkowska – Aleje Jerozolimskie – Nowy Świat – Krakowskie Przedmieście – Miodowa – plac Krasińskich – Nowiniarska – Franciszkańska – Gęsia – GĘSIA / DZIKA.
- O (rood) – 1942-1944: PLAC TEATRALNY – Moliera – Trębacka – Krakowskie Przedmieście – Nowy Świat – plac Trzech Krzyży – Aleje Ujazdowskie – Bagatela – plac Unii Lubelskiej – Marszałkowska – plac Zbawiciela – Marszałkowska – Królewska – Krakowskie Przedmieście – Trębacka – Moliera – PLAC TEATRALNY.
- O (rood, groen doorstreept) – 1944: PLAC TEATRALNY – Moliera – Trębacka – Krakowskie Przedmieście – Królewska – Marszałkowska – plac Zbawiciela – Marszałkowska – plac Unii Lubelskiej – Bagatela – Aleje Ujazdowskie – plac Trzech Krzyży – Nowy Świat – Krakowskie Przedmieście – Trębacka – Moliera – PLAC TEATRALNY.

Deze beide lijnen mochten alleen door Duitsers worden gebruikt en voerden dan ook een bord met de tekst ‘tylko dla Niemców’ erop (alleen voor Duitsers).
- P – 1918-1939: POWIŚLE – Dobra – Nowy Zjazd – Krakowskie Przedmieście – Miodowa – plac Krasińskich – Nowiniarska – Franciszkańska – Gęsia – Dzika – Dzielna – Karmelicka – Leszno – Solna – plac Mirowski – plac Żelaznej Bramy – Graniczna – Bagno – Świętokrzyska – Marszałkowska – Aleje Jerozolimskie – Nowy Świat – plac Trzech Krzyży – Książęca – Ludna – Solec – Dobra – POWIŚLE; 1940-1944: POWIŚLE – Dobra – Nowy Zjazd – Krakowskie Przedmieście – Nowy Świat – plac Trzech Krzyży – Książęca – Ludna – Solec – Dobra – POWIŚLE.
- R – 1934-1939: ZAJEZDNIA RAKOWIEC – Opaczewska – OPACZEWSKA / GRÓJECKA; 1940-1944: ZAJEZDNIA OPACZEWSKA – Opaczewska – OPACZEWSKA / GRÓJECKA.
- S – 1934-1939: PLAC ZBAWICIELA – Marszałkowska – plac Unii Lubelskiej – Puławska – WYŚCIGI (pętla przy al. Wyścigowej); 1940-1941: SŁUŻEW – Puławska – WYŚCIGI (pętla przy al. Wyścigowej).
- SP – 1934-1939: ZAJEZDNIA RAKOWIEC – Opaczewska – OPACZEWSKA / GRÓJECKA.
- T – 1935-1939: PLAC TEATRALNY – Bielańska – Nalewki – Gęsia – Okopowa – Towarowa – Srebrna – Złota – Marszałkowska – Królewska – Krakowskie Przedmieście – Trębacka – Moliera – PLAC TEATRALNY.
- W – 1935-1939: ULRYCHÓW – księcia Janusza – KOŁO, later voorstadslijn naar WILANÓW; 1940-1941: PLAC BERNARDYŃSKI – Czerniakowska – Powsińska – Wiertnicza – WILANÓW. (Opvolger van lijn 2W die aansloot op lijn 2.)
- WK – 1939: PLAC ZBAWICIELA – Marszałkowska – plac Unii Lubelskiej – Puławska – WYŚCIGI (pętla przy al. Wyścigowej).
- Z – 1929-1939: POWIŚLE – Dobra – Nowy Zjazd – Krakowskie Przedmieście – Miodowa – plac Krasińskich – Bonifraterska – Franciszkańska – Nalewki – plac Muranowski – Muranowska – Dzika – Okopowa – Towarowa – plac Zawiszy – Aleje Jerozolimskie – Chałubińskiego – aleja Niepodległości – Nowowiejska – plac Zbawiciela – Marszałkowska – plac Unii Lubelskiej – Bagatela – Aleje Ujazdowskie – plac Trzech Krzyży – Książęca – Ludna – Solec – Dobra – POWIŚLE.

## Nachtlijnen
De eerste nachtlijn in Warschau werd in 1921 in gebruik genomen met het lijnnummer 10 en liep van het Theaterplein naar de Kierbedziaspoorbrug. Een tweede nachtlijn werd in januari 1922 onder het nummer 20 geopend en deze liep van pl. Zbawiciela naar Wolą. In eerste instantie werden de diensten uitgevoerd tussen 23.30 uur en 2.00 uur. De twee lijnen werden tussen 1922 en 1925 over de Wisła verleng naar het Ooststation maar er waren nog vele andere wijzigingen. De basislijnen bestonden tot 1932 als volgt:
- 10 - PL. UNII LUBELSKIEJ - Marszałkowska - Al. Jerozolimskie - Nowy Świat - Krakowskie Przedmieście - Nowy Zjazd - most Kierbedzia - Zygmuntowska - Targowa - Kijowska - DWORZEC WSCHODNI (Ooststation)
- 20 - PL. UNII LUBELSKIEJ - Marszałkowska - Królewska - Krakowskie Przedmieście - Trębacka - Focha - pl. Teatralny - Bielańska - Leszno - Żelazna - Chłodna - Wolska - MŁYNARSKA

Daar de toenemende vraag naar nachtvervoer werd in 1932 een derde lijn, 30, toegevoegd op het volgende traject: PL. TRZECH KRZYŻY - Nowy Świat - Krakowskie Przedmieście - Trębacka - Focha - pl. Teatralny - Bielańska - Nalewki - pl. Muranowski - Sierakówska - Szymanowska - Krajewskiego - Zajączka - Mickiewicza - PL. WILSONA
In het midden van de jaren 1930 werden er ’s nachts ook ritten gereden naar Okęcie (de luchthaven), naar Marymont, Boernerowa en Bielany. Deze diensten kregen echter geen lijnnummer. Vanaf 1 augustus 1937 werden alle geregelde en minder geregelde lijnen gebundeld en van nummers voorzien zodat een overzichtelijk geheel werd gecreëerd dat tot het uitbreken van de Tweede Wereldoorlog functioneerde:
- 10 - PL. NARUTOWICZA - RADZYMIŃSKA
- 20 – SŁUŻEW - BEMA/WOLSKA
- 30 – PL. TRZECH KRZYŻY - PLAC WILSONA
- 40 – PL. ZBAWICIELA – RAKOWIECKA (deze lijn reed alleen rond Kerstdagen)
- 50 – PL. TEATRALNY - MIASTO-OGRÓD CZERNIAKÓW
- 60 – PL. TEATRALNY - GOCŁAWEK
- 70 – DWORZEC GŁÓWNY - GOCŁAWEK
- 80 – PL. TEATRALNY - PELCOWIZNA
- 90 – PL. ŻELAZNEJ BRAMY - BOERNEROWO
- W - PL. UNII LUBELSKIEJ - WILANÓW

Tijdens de Tweede Wereldoorlog waren er geen nachttrams, enerzijds omdat er al onvoldoende elektriciteit was om overdag de diensten naar behoren uit te voeren, anderzijds door het instellen van de avondklok door de nazi’s. Pas op 1 februari 1950 kon weer een nachtnet met 11 lijnen worden opgezet dat overeenkwam met de daglijnen van hetzelfde nummer. Het betrof de lijnen 3, 4, 6, 7, 8, 11, 12, 20, 24, 26 en 27. De enorme uitbreiding van Warschau in de jaren 1960 deed het nachtnet groeien zodat in 1963 twaalf tramlijnen (en één trolleybuslijn) dienstdeden. De nummers van het nachtnet komen dan soms wel en soms niet overeen met de nummers van het dagnet.
- 1 - KAWĘCZYŃSKA - PELCOWIZNA
- 2 - BANACHA - ŚW. WINCENTEGO
- 3 - KAWĘCZYŃSKA - GOCŁAWEK
- 4 - RAKOWIECKA - STALOWA
- 7 - OKĘCIE - WORONICZA
- 15 - HUTA WARSZAWA - WORONICZA
- 19 - SŁUŻEWIEC WYŚCIGI - STASZICA
- 20 - BEMOWO - BANACHA
- 24 - STASZICA - GOCŁAWEK
- 26 - WOLA CM. KATOLICKI - DWORZEC WSCHODNI
- 27 - POTOCKA - POWĄZKI CM. WOJSKOWY
- 33 - WILANÓW - POTOCKA

December 1963 werd het hele nachttramnet zodanig veranderd dat er buslijnen voor in de plaats kwamen. Dit had te maken mat de invoer van goedkope olie uit Rusland. Er bleven 4 tramlijnen over die de functie van aan- en afvoerlijnen van de uit het stadscentrum komende buslijnen hadden:
- 651 - KAWĘCZYŃSKA - PELCOWIZNA
- 652 – DWORZEC WSCHODNI - ŚW. WINCENTEGO
- 653 – BEMOWO - POWĄZKI CM. WOJSKOWY
- 654 - RAKOWIECKA - WILANÓW

Deze situatie duurde niet lang. De passagiers negeerden de tramlijnen omdat het zeer onpraktisch was en ze werden door buslijnen vervangen die het overstappen overbodig maakte. Eind 2003 kwam er weer een geregelde nachtlijn - alleen de nachten van vrijdag op zaterdag en zaterdag op zondag - op de rails, ditmaal 640 genummerd. Deze lijn, die een ringlijn beschrijft zoals de vroegere tramlijn 30 bleek een succes en werd gecontinueerd. Door het vele onderhoud aan de sporen – dat voornamelijk ’s nachts werd uitgevoerd – was de dienstuitvoering zeer onregelmatig en werd ook vaak met bussen uitgevoerd. Februari 2005 werd de lijn echter weer opgeheven en sindsdien is er een uitgebreid nachtbusnet.

## Versterkingslijnen, speciale tramlijnen
Tussen 1908 en het einde van de Tweede Wereldoorlog werden versterkingslijnen aangeduid met het lijnnummer en een groene streep – van rechtsboven naar linksonder - erdoorheen.
Er waren versterkingslijnen van de lijnen 1, 6, 12, 16, 17, 21, 23 en 24 en vanaf 1939 nrs. 9, 10, 15 en 26. Na de Tweede Wereldoorlog werden versterkingslijnen aangeduid met het lijnnummer en de toevoeging ‘BIS’; dit konden spitsuurlijnen zijn maar ook lijnen die een korter traject hadden dan de stamlijn. In sommige gevallen kregen deze ‘BIS’-lijnen een apart nummer zoals 41, 43, 44, 45 en 47. ‘BIS’-lijnen werden ingezet op de lijnen 1, 3, 4-7, 9, 13-15, 20, 21, 24-26, 28 en 33. Rond Allerzielen rijden er veel versterkingslijnen naar de begraafplaatsen. Deze worden aangeduid met een bord 1 EXTRA etc. In de jaren 1990 kregen deze EXTRA-lijnen aparte lijnnummers. Zo reden er ooit de lijnen 40, 46, 48 etc. In de jaren vanaf 2000 werd dit voor enkele jaren C1-C6 waarbij de ‘C’ voor cmentarna (kerkhof) staat. Er waren speciale lijnen ten gevolgde van één evenement. Zo reden er in de nacht van 6 op 7 september 2008 de lijnen 907-909, 925 en 944 ter ere van het Red Bull X-Fighters Super Session Warsaw-evenement. Een speciale tramlijn voor één dag kreeg de letter ‘D’ op de Dag van het Kind. Tussen 1950 en 1958 reden er speciale lijnen met de aanduiding ŻŁOBEK (letterlijk kwekerij, ook kinderdagverblijf). Deze waren alleen bedoeld voor werkende moeders met kinderwagens. De slogan ‘W trosce o pracujące matki’ (in het belang van de werkende moeders) was op de tram geschilderd om aan te geven dat het hier om een lijn ging die in moeders in staat stelde hun kinderen naar kleuterscholen en dagverblijven te brengen. Deze trams hadden geen zitplaatsen, waren wit geschilderd en bestonden uit motorwagens Type LW.

## Trammaterieel

#### Vooroorlogse motorwagens
Het trammaterieel van voor de Tweede Wereldoorlog was gebouw voor 1524 mm spoorbreedte en alle motorwagens hadden een sleepbeugel (vgl. Amsterdam). Trams die na de Tweede Wereldoorlog werden opgeknapt kregen een onderstel dat geschikt was voor 1435 mm (normaalspoor). Alle tramtypes kregen in Warschau een letteraanduiding en wagennummers met ‘13’ er in werden soms niet gebruikt. De volgende types worden onderscheiden:
- Type A – geproduceerd tussen 1906 en 1912 door Falkenried in Hamburg en MAN in Neurenberg. Tweeassige motorwagens nrs. 1-12, 14-112, 114-204.

Het type A (type B is een variant) is in de eerste jaren van het trambedrijf het dominante tramtype in Warschau geweest. Deze eerste serie trams omvatte eerst een contract voor 190 motorwagens en werd door een aantal Duitse bedrijven geproduceerd. Het chassis werd gebouwd door Van der Zyper & Charlier te Keulen, aangevuld met een elektrische uitrusting van Siemens-Schuckert en daarna getransporteerd naar Falkenried (130) of MAN (50) om te worden voorzien van een carrosserie. De wagens waren nagenoeg identiek en opgebouwd uit hout, mahonie binnenwanden, kozijnen van teak en het dak was van plataanhout. De wagens hadden 8 zijramen die ’s zomers naar beneden konden worden gedraaid. ’s Winters konden er ramen worden voorgezet en voor die tijd was de tram met 4 kachels goed uitgerust tegen de strenge winters. Het passagiersgedeelte was in twee klassen en drie compartimenten gedeeld, gescheiden met 2 schuifdeuren. Het middelste gedeelte had zachte leren banken, de buitenste twee houten. De balkons waren open wat vooral ’s winters voor de bestuurder ondraaglijk moet zijn geweest. Wel was er een groot scherm dat schuin van het dak afliep dat enigszins de zon en anderszins een beetje de regen tegenhield. In totaal waren er 24 zitplaatsen en 16 staanplaatsen op het balkon. In het zitgedeelte werden eerst geen staanplaatsen toegestaan. De trams hadden 2 motoren met een vermogen van 23Kw elk. De wagens werden rood geschilderd en er werden ter versiering gele biezen in Jugendstilmotief op geschilderd. In maart 1908 waren 180 trams afgeleverd waarbij de MAN-wagens de nummers 133-182 kregen. In het najaar van 1908 werden 10 trams extra besteld. Deze opdracht werd door MAN in 1909 afgeleverd (193-202). De Eerste Wereldoorlog veroorzaakte grote schade aan het materieel omdat de Duitse bezetter de kachels demonteerden en naar Duitsland exporteerde, de verlichting niet te repareren was en 71 motorwagens werden ontdaan van hun motoren. Deze trams konden alleen nog als bijwagen worden gebruikt. Na de Eerste Wereldoorlog worden de wagens weer opgebouwd en verdwijnt de klasse-indeling. Het tekort aan materieel was er de oorzaak van dat staanplaatsen in het zitgedeelte toegestaan werden en er op de balkons meer passagiers werden toegelaten. Het maximumaantal te vervoeren passagiers steeg daarmee officieel naar 56. Onofficieel reden echter vele mensen meer mee. De bestuurders kregen tussen 1920 en 1922 afgesloten balkons en de motoren werden vervangen door krachtigere exemplaren (2x 37Kw). De Tweede Wereldoorlog bracht deze serie enorm veel schade toe. De bezetters reserveerden de beste wagens voor zichzelf en lieten er borden in en op plaatsen met het opschrift ‘Nur für Deutsche’. Ze werden ingezet op de ‘Duitse lijnen’: O (rood) en O (rood, groen doorstreept). Andere trams werden geconfisqueerd en ontdaan van de zitplaatsen om er gewonden in te vervoeren. Na de Tweede Wereldoorlog waren slechts 40 wagens redelijk te herstellen en om te bouwen tot normaalspoor. In 1956 waren nog 23 wagens van de serie beschikbaar; 10 werden nog verkocht aan het vervoerbedrijf in Elbląg. Motorwagen 43 werd in 1958 tot museumwagen omgebouwd om en behoort als enige Type A heden tot de museumcollectie. In 1959 werden alle nog in dienst zijnde Type A wagens gesloopt.
- Type B – geproduceerd in 1914 door Falkenried. Tweeassige motorwagens 205-212 en 214-240;
- Type C – geproduceerd door Lipop in 1925, tweeassige motorwagens nrs. 241-270;
- Type D – geproduceerd door Zieleniewski – Sanok in 1925 en 1926, tweeassige motorwagens nrs. 271-310;
- Type E – geproduceerd door Lilpop in 1928, tweeassige stalen motorwagens nrs. 311, 312, 314-321;
- Type F/G – geproduceerd door Waggonfabrik Danzig in 1929 en 1930, tweeassige stalen motorwagens nrs. 322-371;
- Type H/J – geproduceerd door WI - Królewska Huta tussen 1936 en 1938, tweeassige stalen motorwagens nrs. 372-402;
- Type K – geproduceerd door WI - Królewska Huta en de Waggonfabrik Danzig in 1940; tweeassige stalen motorwagens nrs. 403-453 (nu wel met een 413!)

Het type K was de doorontwikkeling en perfectionering van de types H en J, de ‘Pullman’-types. Tegen het einde van de jaren 1930 trad in Polen economisch herstel op waardoor investeringen in openbare werken een grote vlucht namen. De ambitieuze regeringscommissaris van Warschau, Stefan Starzynski, plande de modernisering en uitbreiding van de dienstverlening van het tramnet. De behoefte aan nieuw trammaterieel werd vastgesteld op 100 trams: 60 motor- en 40 aanhangwagens. De aanbesteding werd gewonnen door Zjednoczone Huty Królewska i Laura w Katowicach (Koninklijke Verenigde Staalfabrieken van Katowice en Laura - 40 stuks) en de Danziger Waggonfabrik (20 stuks). De trams kregen een gelaste stalen constructie op een chassis van twee eenassige trucks waardoor de trams iets lager dan de voorgaande types waren. Per balkon waren er 4 grote zijschuifdeuren. Het zitgedeelte was gemaakt van kunstleer en er waren 4 grote zijramen. Het motorvermogen was 2x 42Kw. Onder de raampartij waren de wagens rood geschilderd, eromheen wit met een grijs dak. Ook deze trams hadden nog geelkleurige biezen in een vereenvoudigd Jugendstilmotief. Toen de Tweede Wereldoorlog uitbrak waren de meeste trams in de afbouwfase en ze werden door de nazi’s in beslag genomen en naar Berlijn overgebracht. Daar kwamen zij in dienst met nummers vanaf 3901. In Berlijn werden de trams herspoord en er werden direct zwaardere motoren – 2x 54Kw – ingebouwd. De kunstleren bekleding werd door houten banken vervangen. Door de vertraging in de aflevering van motoren en weerstanden werden sommige trams als aanhangwagen in dienst genomen. Ze deden tot de beëindiging van van het openbaar vervoer in Berlijn dienst. In juni 1945 reisden de leiding van het trambedrijf naar Berlijn af om de terugkeer van de trams naar Warschau te regelen. Op 15 januari 1946 konden enkele Type K-wagens in dienst worden gesteld op de lijnen 12 en 14. Uiteindelijk werden 51 trams (403-453) hersteld. Bijna alle trams kwamen in de rode kleur in dienst maar om propagandaredenen reden enkele trams enige maanden in het crème rond met op de zijkant de mededeling ‘Zrabowane przez Niemców tramwaje wracają do Warszawy’ (‘Door de Duitsers gestolen trams zijn weer terug in Warschau’). In 1946 werden enkele trams voor een jaar uitgeleend aan de EKD-voorstadslijn. In de jaren 1960 werden enkele verbouwingen gerealiseerd en kregen de trams een pantograaf als stroomafnemer. De bestuurder kreeg een zitplaats. In de jaren 1970 werd de serie uit dienst genomen doordat de instroom van het nieuwe Type 13N voltooid werd. Voor museumdoeleinden zijn 2 motorwagens hersteld.

#### Vooroorlogse bijwagens
- Type P2/P3 – ex. paardentramwagens gebouwd door Gyor, nrs. 1001-1010;
- Type P4 – gebouwd door Falkenried in 1908, tweeassig nrs. 1011, 1012 en 1014-1021;
- Type P5 - ex. paardentramwagens gebouwd door Gyor, nrs. 1022-1040;
- Type P6 – gebouwd door Falkenried en MAN in 1909, tweeassig nrs. 1041-1080;
- Type P7 – gebouwd door Gostyński - W-wa in 1922/3, tweeassig nrs. 1081-1100;
- Type P8 – gebouwd door Breda – Milano in 1924, tweeassig nrs. 1101-1112 en 1114-1116;
- Type P9 – gebouwd door Nivelles en Malines in 1924/5, tweeassig nrs. 1117-1146;
- Type P10 – gebouwd door Zakłady Ostrowieckie in 1926, tweeassig nrs. 1147-1212 en 1214-1237;
- Type P11 – gebouwd door Waggonfabrik Danzig in 1929, tweeassig nrs. 1238-1243;
- Type P12 – gebouwd door Zieleniewski – Sanok in 1929, nrs. 1244-1257;
- Type P13 – één wagen nr. 1258 gebouwd door Warsztaty Główne Tramwajów Miejskich;
- Type P14 – gebouwd door Lilpop in 1929/30, tweeassig nrs. 1259-1298;
- Type P15 – gebouwd door Lilpop, de Waggonfabrik Danzig en WI - Królewska Huta tussen 1932 en 1940, tweeassig nrs. 1299-1366;
- Type P16 – gebouwd door Carl Weyer voor Düsseldorf, deze wagens die in 1911 werden gebouwd, kwamen in 1941/2 naar Warschau, tweeassig nrs. 1600-1619;

#### Naoorlogse motorwagens
- Type L/Lw – geproduceerd door de Linke Hoffmann Werke in 1901 (L – 500-525) en 1925/9 (Lw – 526-550) voor Wrocław die in 1946 naar Warschau kwamen ter leniging van het materieeltekort;
- Type N/ND en 4N/4ND – geproduceerd door Konstal tussen 1949 en 1961, tweeassig met een stalen opbouw. Al deze trams gingen tussen 1965 en 1969 naar andere Poolse steden.

Het Type N staat voor een gedeelte symbool voor de heropbouw van Warschau (en Polen) op het gebied van stedelijk openbaar vervoer. Er was een enorm tekort aan rollend materieel. Particulier vervoer was tot ver in 1946 onmogelijk. Op 27 oktober 1946 vond met de 6 directeuren van de grootste stedelijke transportbedrijven een bijeenkomst met vertegenwoordigers van tramfabrikanten uit Poznań en ‘Mostowagon’ (later Konstal) uit Chorzów plaats. De deelnemers aan de conferentie besloten dat er een goedkoop te produceren tramtype voor alle Poolse bedrijven moest komen, dat deze ruim moest zijn en eenvoudig in onderhoud en sterk genoeg om twee bijwagens van dezelfde constructie te kunnen trekken. Omdat er snel iets moest gebeuren en de knowhow in Polen afwezig was en de technologische stand van zaken om iets vernieuwends te bedenken matig, besloot men de Duitse Kriegstrassenbahnwagen als basis voor het nieuwe tramtype te gebruiken. Deze wagens waren in kleine aantallen in de Tweede Wereldoorlog al in diverse steden ingezet geweest (, onder andere in Poznań en Gdańsk). Deze trams waren zeer eenvoudig van structuur, tweeassig – wat in technologische zin achterhaald was – hadden grote balkons en weinig zitplaatsen zodat veel passagiers konden worden vervoerd. De brede deuren van de trams waren ook zo ontworpen om bij een luchtalarm de passagiers de gelegenheid te geven heel snel de trams te kunnen verlaten. Doordat er een groot gebrek was op de onderdelenmarkt – onder andere lagers en motoren waren zeer moeilijk te produceren – lukte het pas in 1949 een kleine serieproductie op gang te brengen. Dit werd het type N (motorwagen) en ND (bijwagen, D staat voor doczepnego = bijwagen). Deze trams waren 10,4 meter lang en 2,16 meter breed en rustten op een tweeassige truck met een wielbasis van 3 meter met daarin één motor met een capaciteit van 60Kw. Er was een elektrodynamische rem aanwezig en een handrem. Er was een pantograaf van een zeer licht type aangebracht. De tram bood 16 zitplaatsen (4 dubbelzijdige banken en 4 losse zitplaatsen) aan en onder de banken waren de verwarmingselementen aangebracht. De bestuurder stond op het balkon slechts gescheiden van de passagiers door een aantal stangen waar hij ook enigszins op kon leunen. De aanhangwagens waren feitelijk motorwagens zonder de daarvoor benodigde onderdelen. Het was de bedoeling alle trams in één kleurpatroon af te leveren: rood met witte raampartijen. Op 27 april 1949 werd op de beurs van Poznań de eerste geproduceerde tram van dit type tentoongesteld. Op 12 juni 1949 werden de eerste door Sanok gebouwde trams in Warschau afgeleverd. Omdat er geen motoren bij werden afgeleverd kon in juli 1949 pas worden proef gereden. Op 21 juli waren 20 motorwagens (601-620) en 10 bijwagens afgeleverd (1501-1510). De stellen werden ingezet op lijn ringlijn 30 en in de zomer van 1949 werden nog eens 15 bijwagens in dienst gesteld (1511-1525). In 1950 werden nog enkele tientallen trams afgeleverd die een iets gewijzigd front hadden waarmee het voor de bestuurder mogelijk was enige ventilatie te verkrijgen. Deze trams waren door Konstal gebouwd en genummerd 621-639 en 1526-1565. In 1951 werden deze trams enigszins gewijzigd door het aanbrengen van een grote frontlamp boven op de tram die vooral op de donkere buitenroutes goed van pas kwam. De kwaliteit van de trams was zo laag dat na enkele jaren de balkons al begonnen door te zakken en het trekken van 2 aanhangwagens om veiligheidsredenen werd stopgezet. Ook het feit dat de productie bij Sanok stokte en geheel door Konstal moest worden opgebracht, veroorzaakte een zeer kleine productiecapaciteit. De situatie verbeterde enigszins toen de motorproductie in 1954 werd overgeplaatst naar fabriek M-5 in Wrocław.
De trams van de serie N/Nd waren als tussenoplossing bedacht. Het ministerie van Transport had bepaald dat de volgende generatie Poolse trams een sneltram zou worden die vanaf ongeveer 1955 leverbaar moest zijn. Dit plan werd echter nooit uitgevoerd. Alle productiecapaciteit werd daarna ingezet om een verbeterde versie van de N/Nd-trams te maken: het type 4N/4Nd. Dit type tram werd vanaf 1956 geleverd. In totaal zijn er tussen 1949 en 1956 220 motor- en 305 bijwagens van het type N/Nd afgeleverd, genummerd 601-822 voor de motor- en 1501-1795 en 1800-1809 voor de bijwagens.
Ontwerp en constructie van de 4N/4Nd waren in principe gelijk aan het eerdere type maar in dit geval waren 2 motoren van 60Kw aangebracht wat het acceleratievermogen van de tram sterk verbeterde en rijden met twee – vaak zeel volle – bijwagens gemakkelijker maakte. De zwaar te bedienen enkele deur op de balkons werd vervangen door twee lichtere exemplaren die nog handbediening hadden. Om te voorkomen dat passagiers op de treeplanken meereden – wat de oorzaak was van veel (dodelijke) ongevallen – werden deze zodanig ontworpen dat men er alleen op kon staan bij geopende deuren. De dubbele zitbanken werden door enkele stoeltjes vervangen zodat er nog meer stacapaciteit in de trams mogelijk werd. Ook bij dit type waren de bijwagens feitelijk uitgeklede motorwagens. Dit type tram was ook bedoeld als tussenoplossing. Konstal wilde, onder druk van het ministerie van Transport, snel starten met de aflevering van type 13N trams maar door allerlei technische problemen kwam dit niet van de grond. Tussen 1956 en 1961 werden van het type 4N/4Nd tram 57 motor- en 58 bijwagens afgeleverd genummerd 817, 823-878 voor de motor- en 1810-1867 voor de bijwagens. Aan het eind van 1961 waren beide types goed voor 75% van de gehele materieelvloot van het trambedrijf maar werden vooral ingezet op het tramnet ten westen van de Wisła. Vanaf 1958 werden enkele trams, die op lijnen konden worden ingezet waar een eindpuntlus was, verbouwd tot eenrichtingswagens waardoor de hoeveelheid te vervoeren passagiers toe kon nemen. Deuren aan de linkerkant werden vergrendeld en één bestuurdersplaats werd verwijderd. In 1962 werd door een remisechef een idee uitgewerkt een motor- en een bijwagen tot een gelede tram te verbouwen. Deze werd samengesteld uit motorwagen 603 en bijwagen 1539 en kreeg het nummer 0-603 waarna er later nog 10 aan deze serie (type PN) werden toegevoegd. De achterkant van een motorwagen en het front van een bijwagen werden verwijderd en een zwevend tussendeel met een dubbele set automatisch vouwdeuren en twee kleine ramen werd toegevoegd. De constructie was zwak omdat het gewicht van de tussengeleding op de uiteinden van de buitenste delen rustte. Vanaf 1963 begonnen steeds meer type 13N in Warschau in te stromen en op dat moment dwong het ministerie van Transport het trambedrijf de trams van de types N/Nd en 4n/4Nd af te gaan staan aan andere Poolse steden. Ondanks hun technische gebreken en de belabberde staat van onderhoud deden deze trams nog tot ver in de jaren 1990 dienst in Poznań, Wrocław, Katowice en Kraków. In 1969 reden de laatste van deze type trams in Warschau. Enkele zijn voor museumdoeleinden bewaard gebleven (nrs. 607, 674, 838). Andere zijn tot moderne sneeuwschuiver (2217) of laswagen verbouwd (S 16).
- Type 13N – gebouwd door Konstal op basis van de Tatra T1 en T2-trams tussen 1962 en 1969, vierassig op 2 trucks, nrs. 1-840. Sommige van deze trams worden pas in 2013 afgevoerd.

Het Type 13N is de Poolse kloon van de succesvolle Tsjechische Tatra T1 tram. Het type N/ND en 4N/4ND was bedoeld als een overgangsfase naar een geheel nieuw tramontwerp dat om een sneltram ging die 4 assen met 2 trucks had, een eenrichtingsvoertuig moest zijn en koppelbaar moest zijn om meerdere eenheden te kunnen vormen. In de jaren 1950 wilde het ministerie van Transport in enkele grote Poolse steden een sneltramnet aanleggen. Hiervoor zouden grote wageneenheden nodig zijn met een groot motorvermogen en deze trams moesten veel passagiers kunnen vervoeren. De Amerikaanse PCC-car gold als voorbeeld en de directie van het trambedrijf stelde voor enkele PCC’s in Zweden te bestellen. Politieke overwegingen hielden dit echter tegen. In 1954 bezochten directieleden en politici de Praagse Tatra fabrieken en lieten hun oog vallen op de Tatra T1, een PCC-achtige tram met vele van diens kenmerken. De Tsjechen voelden er echter niet veel voor productiecapaciteit in te zetten voor een Pools probleem en weigerden trams voor de export te gaan produceren. Uiteindelijk slaagde men er in 2 Tatra prototypes aan te schaffen die in Warschau de nummers 501 en 502 kregen. Na enkele testritten ging nr. 502 naar Poznań om te worden geanalyseerd. In feite wilde men de techniek van de tram zodanig afkijken dat het mogelijk zou worden zelf zo’n tram te bouwen. Dit ontwerp, dat 11N was gedoopt, kwam echter niet verder dan de tekentafel wegens het ontbreken van technische ervaring en hulpmiddelen en een chronisch gebrek aan goede materialen. In 1957 werd met het Belgische bedrijf ACEC een contract gesloten 25 sets elektrische apparatuur te kopen waarmee even zoveel vierassige trams zouden moeten worden gebouwd. De specificaties van de apparatuur was echter zo afwijkend aan de Poolse situatie (bijvoorbeeld 40 volt spanning in plaats van 24) dat ze onbruikbaar bleek. Belgische experts reisden naar Poznań af om te helpen met het produceren en afstellen van een aantal prototypes en het lukt om in september 1959 een exemplaar op de rails te krijgen. Deze tram werd 503 genummerd. Een tweede prototype was nr. 504 (afgeleverd in 1960). Deze trams hadden een fout in het ontwerp waarbij de overbrenging van trekkracht op de assen enorme slijtage veroorzaakte en ze zijn niet in dienst gesteld. Bij de nummers 505-508 werd een poging gedaan deze constructiefout te herstellen maar dit maakte de constructie nog slechter. Prototype 509 had de cardanasoverbrenging die iedere PCC-car heeft en het probleem leek daarmee opgelost.
Het Type 13N is een eenrichtingstram met zittende bestuurder en conducteur. Ze hebben 3 paar openvouwende, door de bestuurder afzonderlijk te bedienen, deuren. Achterin instappen, waar de conducteursplaats was, was de norm. De lengte bedraagt 13,4 meter en de breedte 2,4 bij een gewicht van 17,5 ton. In vergelijking met de Tatra T1 was het front sterk gewijzigd. De voorruit was in twee delen gesplitst en staat sterk schuin naar voren. Aan beide zijden zijn twee zeer kleine achteruitkijkspiegels gemonteerd. De kast voor lijn- en richtingfilm is zeer klein. De pantograaf staat voor op de wagen. De carrosserie is van staal en rust op twee trucks. Deze zijn slechts bereikbaar door het demonteren van zijschorten wat klein onderhoud zeer arbeidsintensief maakte. De aandrijving is gebaseerd op het PCC-systeem, 1 motor per as (à 41,5 Kw elk). De schakelkast en het acceleratiesysteem is gelijk aan dat van een PCC-car. Er waren 21 enkele zitplaatsen bekleed met kunstleer en 110 staanplaatsen. De verwarming geschiedt door overtollige verwarming van de motoren in het passagiersgedeelte te blazen. De trams hadden talrijke gebreken en waren in eerste instantie in de dienstuitvoering zeer onbetrouwbaar. Het hoge stroomverbruik – typerend voor PCC-achtige trams – bleek tot uitval van de onderstations te leiden. Op 27 juli 1961 konden de trams 509-514 in dienst komen op lijn 33, later op lijn 31. Negen nieuwe trams volgden nog in 1961. Omdat nummering vanaf 526 oudere types trams, die nog in dienst waren, zou dubbelen, werd besloten de serie met het nummer 1 te beginnen. Talloze kleine wijzigingen werden in het ontwerp aangebracht. Vanaf nr. 88 kregen de fronten een ongedeelde voorruit en omdat de lijn- en richtingsfilm zeer klein was, ging men het plaatsen van een groot karton voorop met het lijnnummer erop gedrukt, toepassen. Hiervoor werden houders voor op de trams gelast. Vanaf nr. 301 werd de lijnfilmkast groter maar de leesbaarheid bleef klein. Latere deelseries werden voorzien van een eenarmige Stemmann stroomafnemer. Deze was stabieler en schommelde minder zodat er minder bovenleidingsbreuk en –schade was. Vanaf 1965 werden koppelingen aangebracht zodat wagens gekoppeld konden rijden. Dit was nodig om de grote stijging van het aantal passagiers te kunnen opvangen. Tussen de trams werd een hekwerk aangebracht zodat werd verhinderd dat mensen tussen de trams door gingen oversteken zodat ze niet door een optrekkende tram eronder werden getrokken. Uiteindelijk bereikte de serie in 1969 een totaal van 840 stuks en werden ze zo uniform mogelijk gemaakt. Enkele trams zijn gesloopt maar in 1984 waren er nog 835 op de baan. Om de arbeidsomstandigheden van de bestuurder te verbeteren werden vanaf 1973 hun stoelen verbeterd en werd een iets grotere afscheiding gemaakt tussen het bestuurders- en het passagiersgedeelte. In diezelfde tijd werd de beschildering gewijzigd; rond de ramen werd het roomkleurig. In de jaren 1980 werd de lijn- en richtingfilmkast nogmaals vergroot maar het lijnnummerbord voorop bleef gehandhaafd. In 1990 worden de trams van een tachograaf voorzien en geschikt gemaakt voor radiocommunicatie en verder gereviseerd. Ze konden vooralsnog niet worden gemist en op sommige tramlijnen (onder andere 29) verschenen gekoppelde driewagentrams. In verband met de instroom van nieuw materiaal zijn er in 2012 nog 110 trams van dit type in dienst. Hun buitendienststelling wordt uiterlijk in 2013 verwacht.

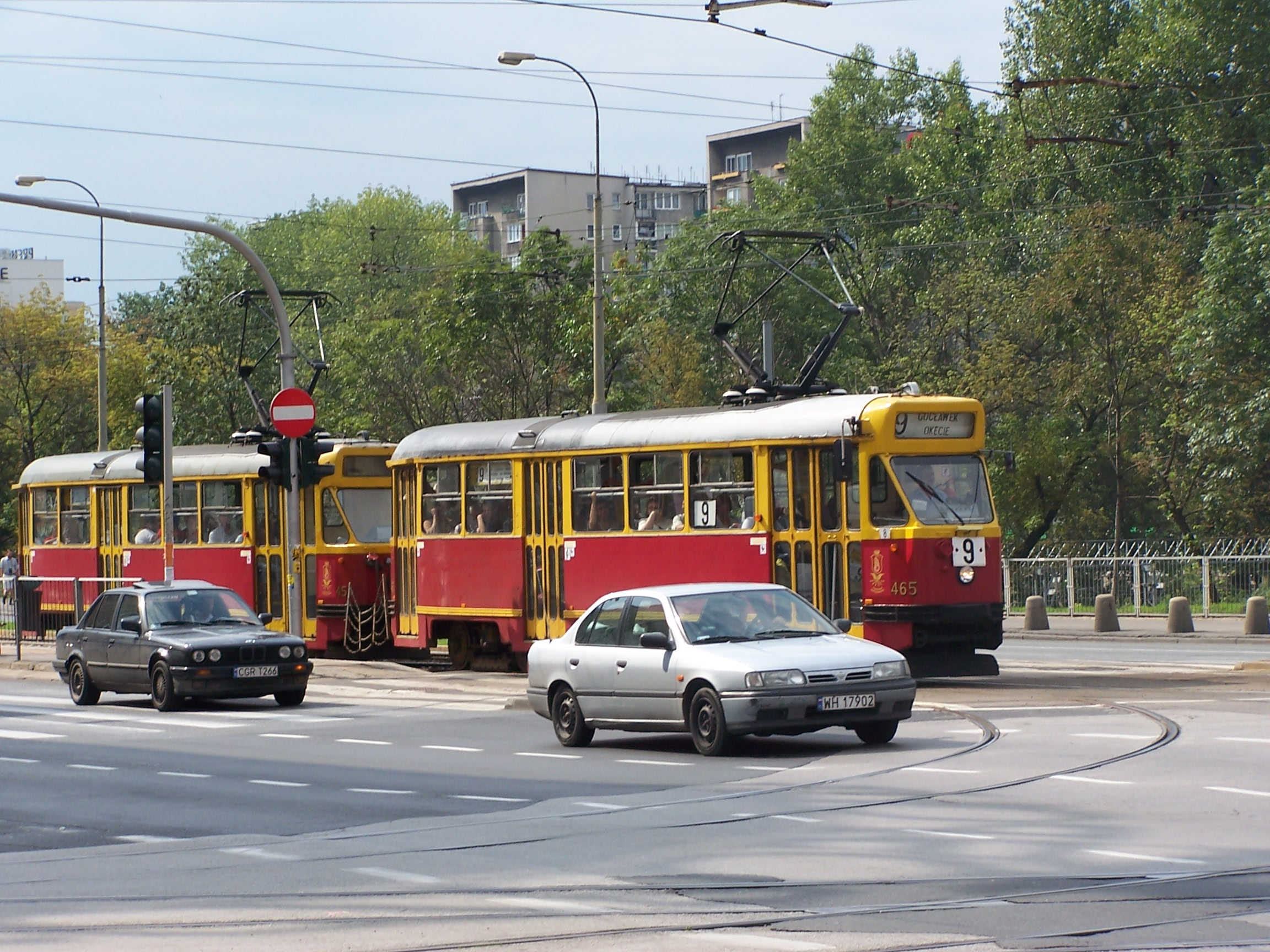
Twee Konstal 13N-trams in treinschakeling.

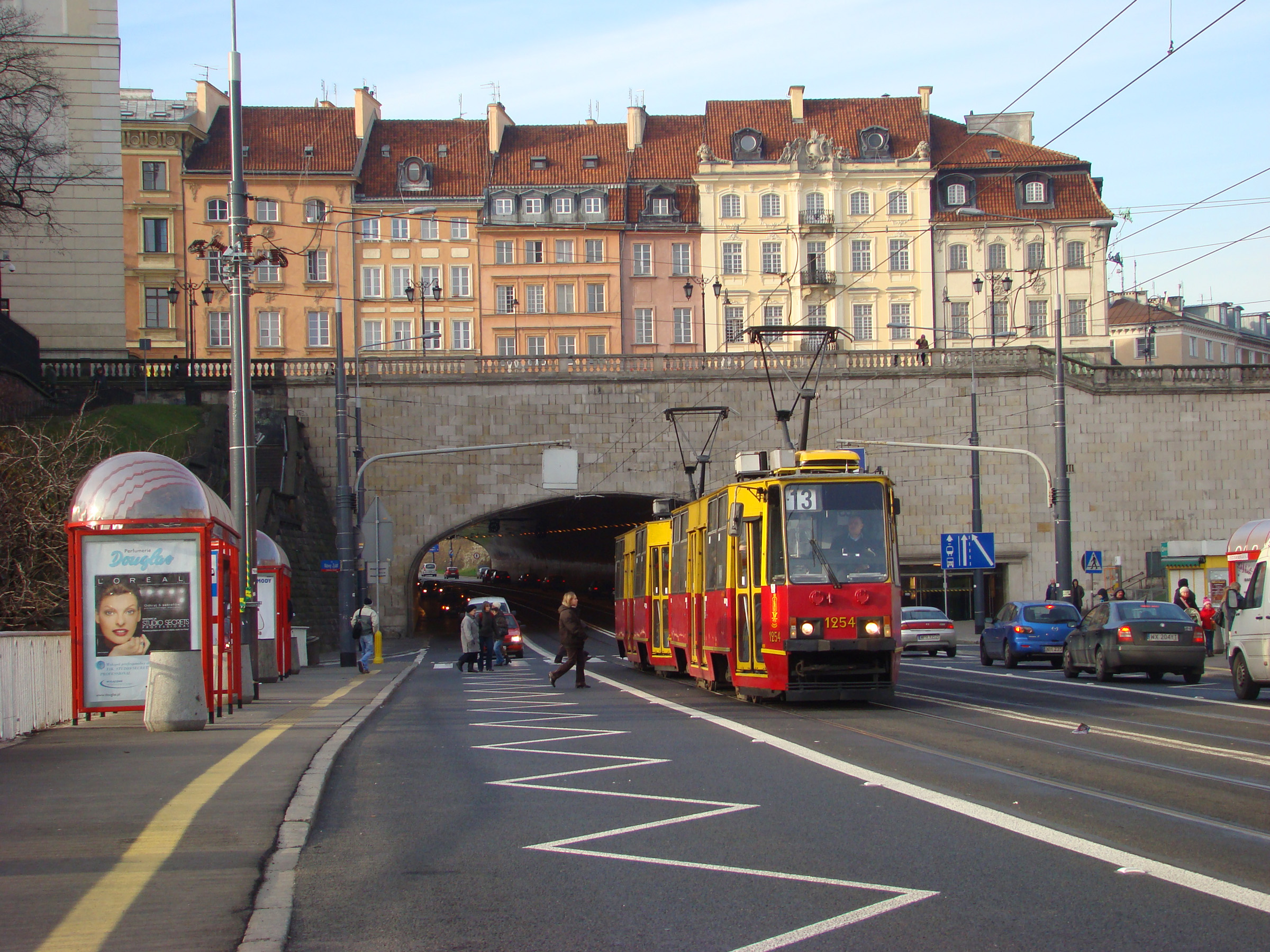
Twee gekoppelde Konstal Type 105N trams op lijn 13 met op de achtergrond de tunnel onder de herbouwde oude stad.

- Type 105N/Na en 106N en vele variaties – gebouwd en omgebouwd door Konstal tussen 1975 en 2001, nrs. 1000-1470 (105 e.v.) en 2001-2135 (106N e.v.). Konstal 105N2k/2000 zijn omgebouwde trams (2001) van dit type waarbij 62 stuks zijn aangepakt.

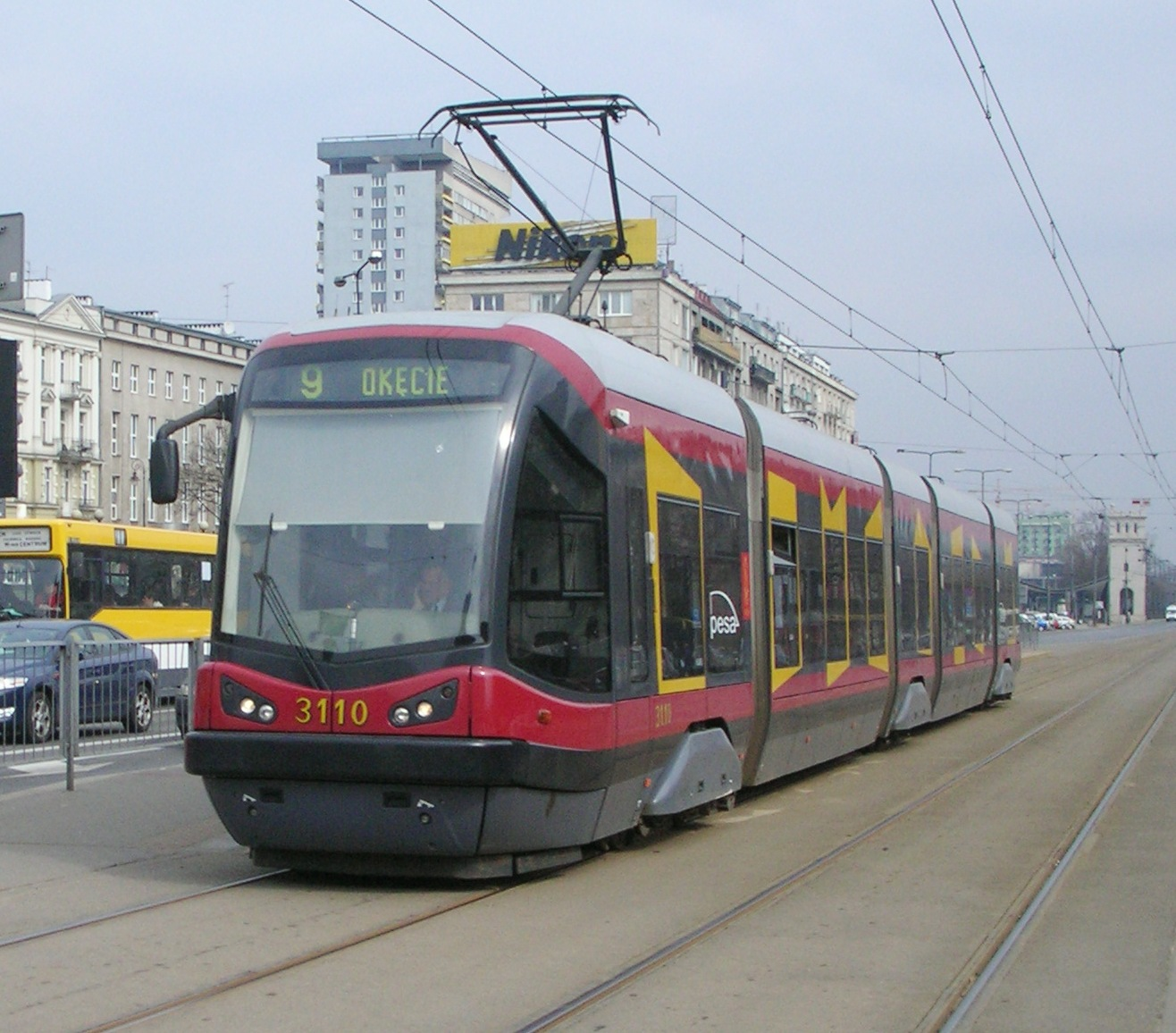
Pesa 120N tram (nr. 3110), gebouwd in 2007.

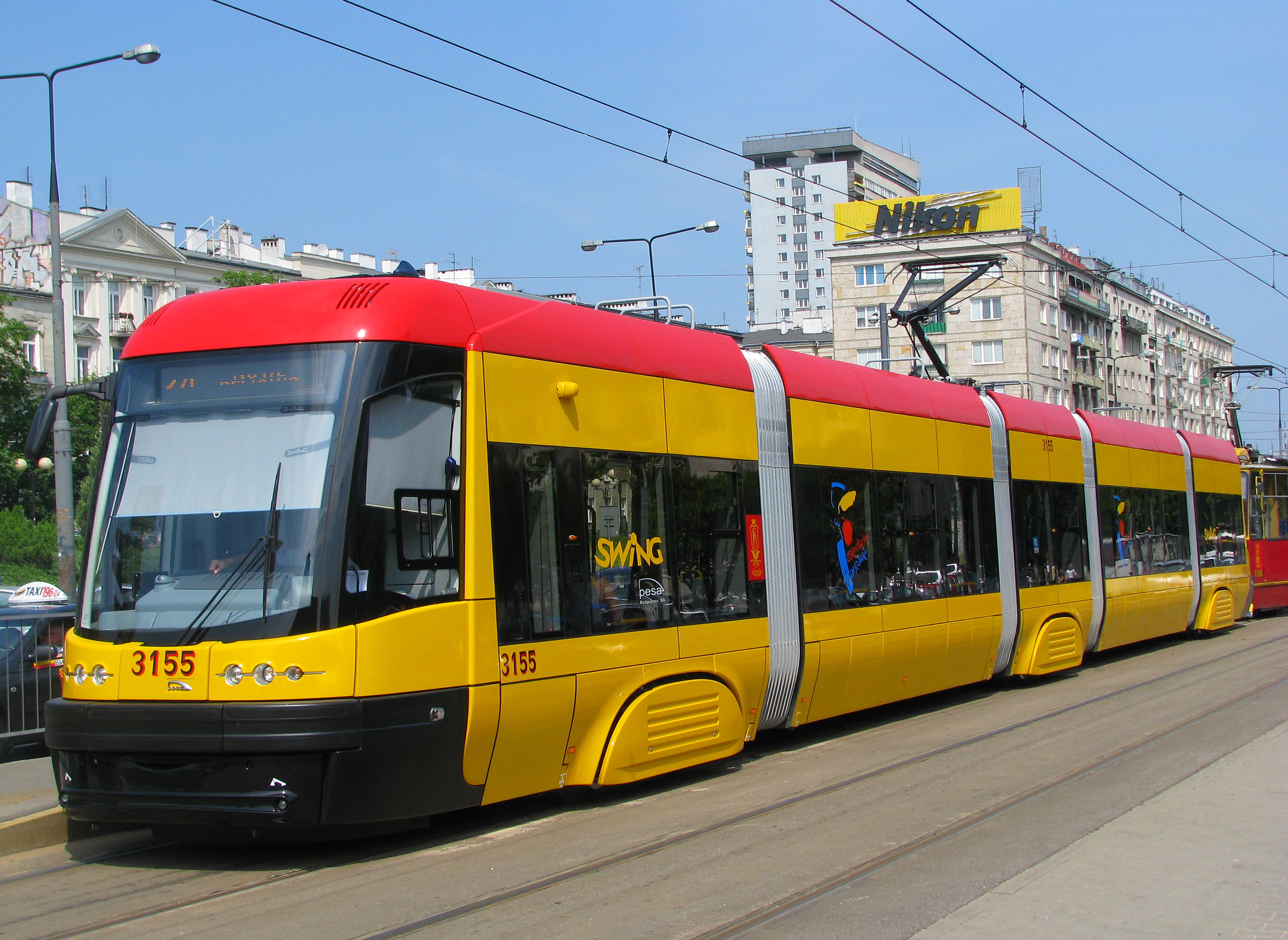
Pesa 120Na Swing tram (nr. 3155) gebouwd in 2011.

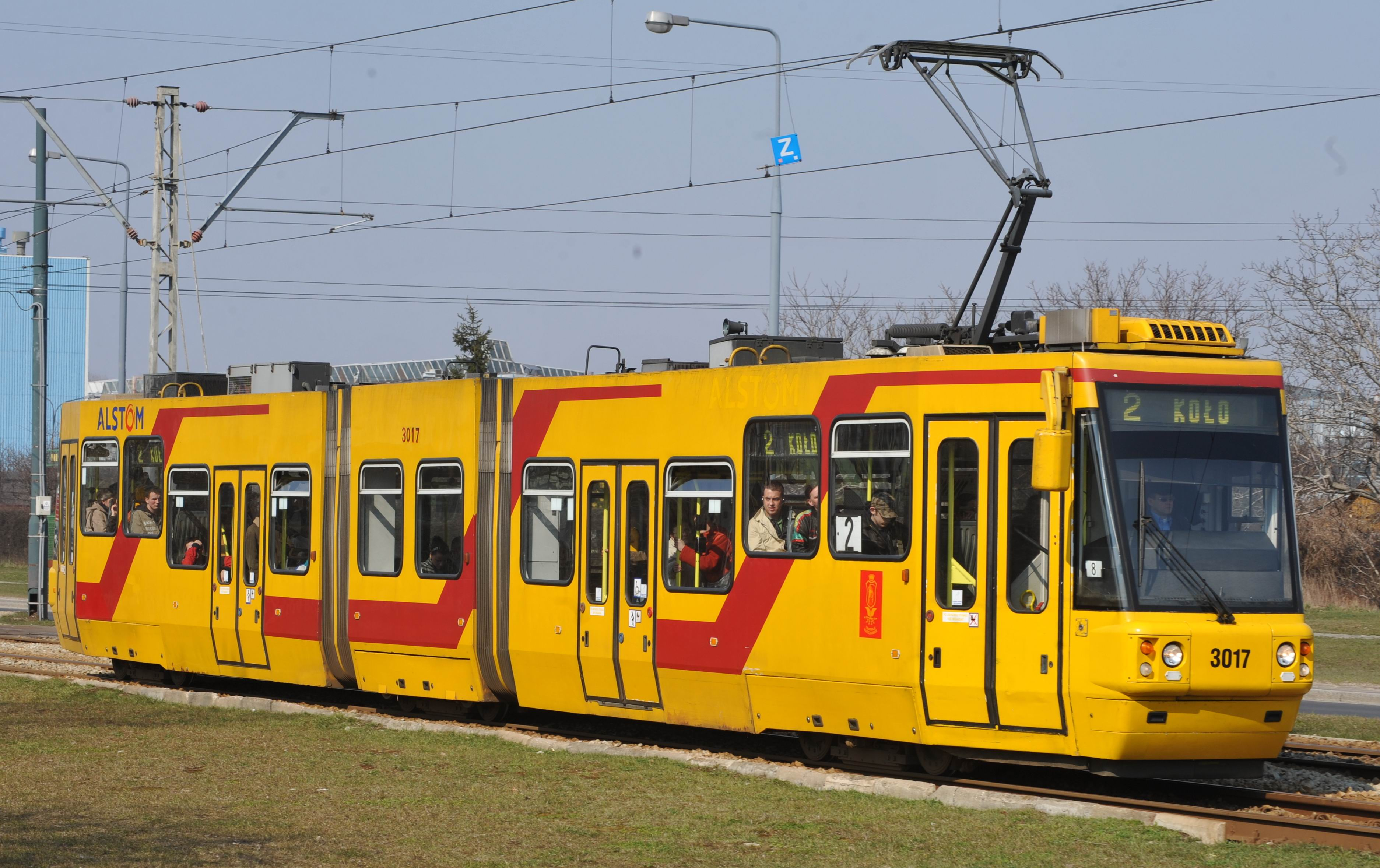
Tramtype Konstal 116Na/1 met laag middengedeelte. De binnenste deuren hebben een lage instap, de buitenste een hoge.

Het Type 105N werd door het trambedrijf van Warschau in een eerste serie van 100 stuks – genummerd 1000-1099 – afgenomen van de Konstal-fabrieken. Dit type is een doorontwikkeling van het Type 13N en kan ook gezien worden als een verdere verfijning van een tram met bepaalde PCC-kenmerken. De kwaliteit van de trams bereikte echter nooit die van in dezelfde tijd gebouwde PCC’s voor Den Haag, Brussel en Antwerpen. De typische doosvorm en het grote glasoppervlak – dat vooral in de warme zomermaanden een hoge temperatuur in de trams veroorzaakte – zijn opvallende stijlkenmerken. De trams waren stijver geconstrueerd zodat zij met aanrijdingen minder schade opliepen. Er zijn 5 ventilatiekleppen op het dak aangebracht om de luchtcirculatie te kunnen regelen. De wagens waren eenrichtingsmodellen op twee tweeassige trucks en hadden 4 motoren van elk 41,5 Kw, wogen 16,5 ton bij een lengte van 13,5 meter en een breedte van 2,4 meter. De trucks waren niet met schortplaten afgeschermd. 4 grote deuren dragen bij aan een vlotte passagierscirculatie en een grote vervoerscapaciteit werd bereikt door ze min mogelijk zitplaatsen (20, bij 105 staanplaatsen) in te bouwen. De zitplaatsen waren van keihard rood plastic en zeer oncomfortabel. Boven elke deur, boven de achterruit en boven het front waren nu lijn- en richtingsfilm aangebracht terwijl ook nog de plaat met het grote lijncijfer voorop werd gevoerd. De bestuurderspositie is nog meer van het passagiersgedeelte afgeschermd. De trams konden vanaf de aflevering al met elkaar worden gekoppeld en hadden de eenpotige Stemmann-pantograaf. Ze werden ondergebracht is remise Wola en werden eerst solo op lijn 20 in dienst gesteld. In 1976 werden de eerste koppelstellen geformeerd en werden ook op de lijnen 14 en 36 met drie aan elkaar gekoppelde wagens gereden. De nieuwe trams bleken elektronisch zeer storingsgevoelig en bij aanrijdingen was de carrosserie wel stijf genoeg maar bleek dat de glaspartijen snel braken met verwondingen voor bestuurder en passagiers tot gevolg. Het automatisch koppelen – zoals bij de West-Europese PCC’s zeer eenvoudig werkte – functioneerde slecht doordat de koppeling opzij vouwden. De deuren bleken zeer slecht te sluiten en veroorzaakten tijdens het rijden daardoor veel tocht óf de tram kon niet wegrijden omdat half open deuren het wegrijden om veiligheidsredenen blokkeerde. Door de slechte constructie van de deuren vielen enkele passagiers die er tijdens de rit tegen leunden, op straat. Door de slechte constructie gingen vele trams van deze serie al in 1980 uit dienst en werden gesloopt. Motoren en andere bruikbare onderdelen van 95 trams werden hergebruikt voor de serie 105Na. In Warschau is nr.1000 als originele Type 105N bewaard gebleven. Het Type 105Na, dat vanaf 1984 werd afgeleverd is een doorontwikkeling van Type 105N waarin een aantal constructiefouten werden hersteld. Zo is de constructieopbouw weer herzien en daarmee blijven bij aanrijdingen de glaspartijen intact. De lijn- en richtingfilms zijn sterk vereenvoudigd en er bleef er één boven de voorruit over. De hele serie werd tot 1992 afgeleverd en 1100-1378 genummerd. De motoren zijn met elkaar in schakeling verbonden zodat vooral met lage snelheden en bij optrekken minder energie wordt verbruikt. Qua afmetingen, prestaties en zit- en staanplaatsen wijken de trams niet van de eerdere serie af. Vanaf 1988 worden aluminium deuren ingebouwd om de zeer snel roestende stalen deuren te vervangen. Deze deuren hadden voornamelijk geen glas meer in het onderste deel van de deur. Bij schilderbeurten kregen de raampartij en de deuren een gele kleur, in plaats van wit. Omdat de bestemmingsfilms zeer snel scheurden en routes zeer vaak wijzigden werden de koersrollen op een gegeven moment niet meer vervangen en werd aan de zijkant van de wagen een kartonnen bord gemonteerd met daarop de route gedrukt. Alleen de lijnaanduiding werd gehandhaafd. Uit zeer intensieve verbouw van deze trams ontstond de serie Konstal 105N2k/2000 die ook voor Szczecin werd gebouwd. Deze verbouw bereikt constructief en technisch na 30 jaar het stadium dat van een goed gebouwd product kan worden gesproken dat robuust en weinig storingsgevoelig is. Van alle series en variaties die in Warschau dienstdoen en hebben gedaan zijn in 2012 nog in dienst:
- 105Na - 372
- 105Nb – 5
- 105Ne – 22
- 105Nf – 14
- 105Ng – 2
- 105Nm – 14
- 105N2k – 70
- 105N2k/2000 – 62

Het Type FPS123N is feitelijk een voltooiing van de doorontwikkeling het Type 105N.
- Type 116N (verlaagde vloer) - gebouwd door Alstom tussen 1998 en 2000, nrs. 3002-3030;
- Type FPS123N – gebouwd in 2006 op basis van de 105N-trams maar met een verlaagde vloer in een serie van 30 stuks, nrs. 2135-2165;

De volgende lagevloertramseries werden vanaf 1995 aangeschaft:
- Type 116N/Na/Na1 – gebouwd door Konstal tussen 1998 en 2000, dubbelgelede trams met een klein tweeramig tussenstuk en een 70% lage vloer, nrs. 3002-3030;
- Type Pesa 120N en 120Na, gebouwd tussen 2007 en 2009 door Pesa in Bydgoszcz, 5 delige trams op 3 tweeassige draaistellen, nrs. 3101-3115 en 3116 e.v. De tweede generatie Pesa’s zijn in een serie van 186 besteld waarvan er in 2012 – voor de Europese voetbalkampioenschappen – 120 zullen zijn afgeleverd.

#### Bijwagens
- Type P17 – geproduceerd door Linke Hoffmann Werke voor Wrocław. Deze tweeassige wagens kwamen in 1946/8 naar Warschau om de materieelmood te bestrijden, nrs. 1401-1435;
- Type P18 – geproduceerd door LOWA – Werdau in 1951, tweeassig nrs. 1800-1815; deze wagens gingen in 1954 naar Szczecin;
- Type ND/4ND – gebouwd door Konstal tussen 1949 en 1961, tweeassige stalen wagens nrs. 1501-1867. Deze wagens gingen tussen 1964 en 1969 naar andere Poolse steden.

## Museummaterieel
Het museummaterieel in Warschau bestaat uit een vijftal motorwagen en een bijwagen. Van het Type A (nr. 43), Type C (nr. 257), Type N (nr. 607), 4Nj (nr. 838), Lw (nr. 541) en K (nr. 403) is één wagen bewaard gebleven en gerestaureerd. Er is één bijwagen Type 4Nd als museumtram. Een toeristische lijn T verzorgt een rondrit door de stad, ieder jaar een iets andere route wegens onderhoud aan grote delen van het tramnet, maar wel vertrekkend vanaf PLAC NARUTOWICZA en daar weer terugkerend.
Museumactiviteiten worden door de Klub Miłośników Komunikacji Miejskiej (Club voor Liefhebbers van het Stedelijk Openbaar Vervoer) die museumritten organiseert en materieel restaureert. Op de verlanglijst om te restaureren staan ook een Type 13N tram (nr.503) en de eerste 105N tram (nr.1000). De club beheert ook vele oude bussen en een Type 102N enkelgelede tram die uit Poznań komt. Dit type heeft echter nooit in Warschau dienstgedaan.